# Magdeburgo
Magdeburgo (in tedesco Magdeburg; in basso tedesco Meideborg; nota in italiano storico come Madeburgo) è una città extracircondariale (targa MD), capitale del Land Sassonia-Anhalt. Con i suoi 239 364 abitanti è la seconda città del proprio stato federato per popolazione - dopo Halle - e uno dei tre Oberzentren del Land designati dal piano nazionale di sviluppo 2002.
La città è famosa per il proprio consistente patrimonio storico-artistico, tra cui spicca il Palazzo Imperiale di Ottone I, imperatore del Sacro Romano Impero. Ospita sia la sede vescovile evangelica, sia quella cattolica. Sul territorio sono presenti due università: la Otto-von-Guericke-Universität Magdeburg e la Hochschule Magdeburg-Stendal.
La città ha festeggiato, nel 2005, i suoi primi 1.200 anni dalla fondazione, e dal 2010 ha adottato il soprannome di Ottostadt, la città di Ottone.

## Geografia fisica
La città è ubicata, a una quota di circa 50 metri rispetto al Normalnull, a metà del corso del fiume Elba, sul bordo orientale del Magdeburg Börde. Si trova al centro della Region Magdeburg, nota anche come Elbe-Börde-Heide.

### Territorio
La città si sviluppa principalmente sulla sponda occidentale del fiume, sopraelevata rispetto al corso d'acqua e denominata Domfelsen, formata da arenaria e siltite del Rotliegend e rappresentante il prolungamento delle colline sassoni note come Flechtinger Höhenzug. Magdeburgo è quindi una delle poche città del bassopiano germanico a essere fondata sulla roccia, ma, oltre a occupare la porzione rocciosa, si è anche sviluppata su un'isola allungata tra lo Strom-Elbe e l'Alten Elbe e sulla sponda orientale della piana del fiume.
Principali città nelle vicinanze sono: Wolfsburg, 64 km a nordovest; la città gemellata di Braunschweig, 75 km a ovest; Halle 75 km a sud e Potsdam a 150 km. Berlino si trova a 130 km a est.
Secondo uno studio condotto dal primo trimestre del 2007, Magdeburgo detiene subito dopo Hannover, tra le 50 principali città tedesche, la maggior quota di verde pubblico nelle aree urbane.

### Clima
Le precipitazioni annue raggiungono una media di 500 mm, un valore estremamente basso: solo nel due per cento delle stazioni del Deutscher Wetterdienst (Servizio Meteorologico Tedesco) sono registrati valori inferiori. Il mese più secco è marzo, il più piovoso luglio.
| Magdeburgo (Rilevazioni 1961-1990) | Mesi | Mesi | Mesi | Mesi | Mesi | Mesi | Mesi | Mesi | Mesi | Mesi | Mesi | Mesi | Stagioni | Stagioni | Stagioni | Stagioni | Anno  |
| Magdeburgo (Rilevazioni 1961-1990) | Gen  | Feb  | Mar  | Apr  | Mag  | Giu  | Lug  | Ago  | Set  | Ott  | Nov  | Dic  | Inv      | Pri      | Est      | Aut      | Anno  |
| ---------------------------------- | ---- | ---- | ---- | ---- | ---- | ---- | ---- | ---- | ---- | ---- | ---- | ---- | -------- | -------- | -------- | -------- | ----- |
| Precipitazioni (mm)                | 33,3 | 31,1 | 37,9 | 42,1 | 46,5 | 61,5 | 48,1 | 51,4 | 36,1 | 29,1 | 38,2 | 40,6 | 105,0    | 126,5    | 161,0    | 103,4    | 495,9 |

## Storia

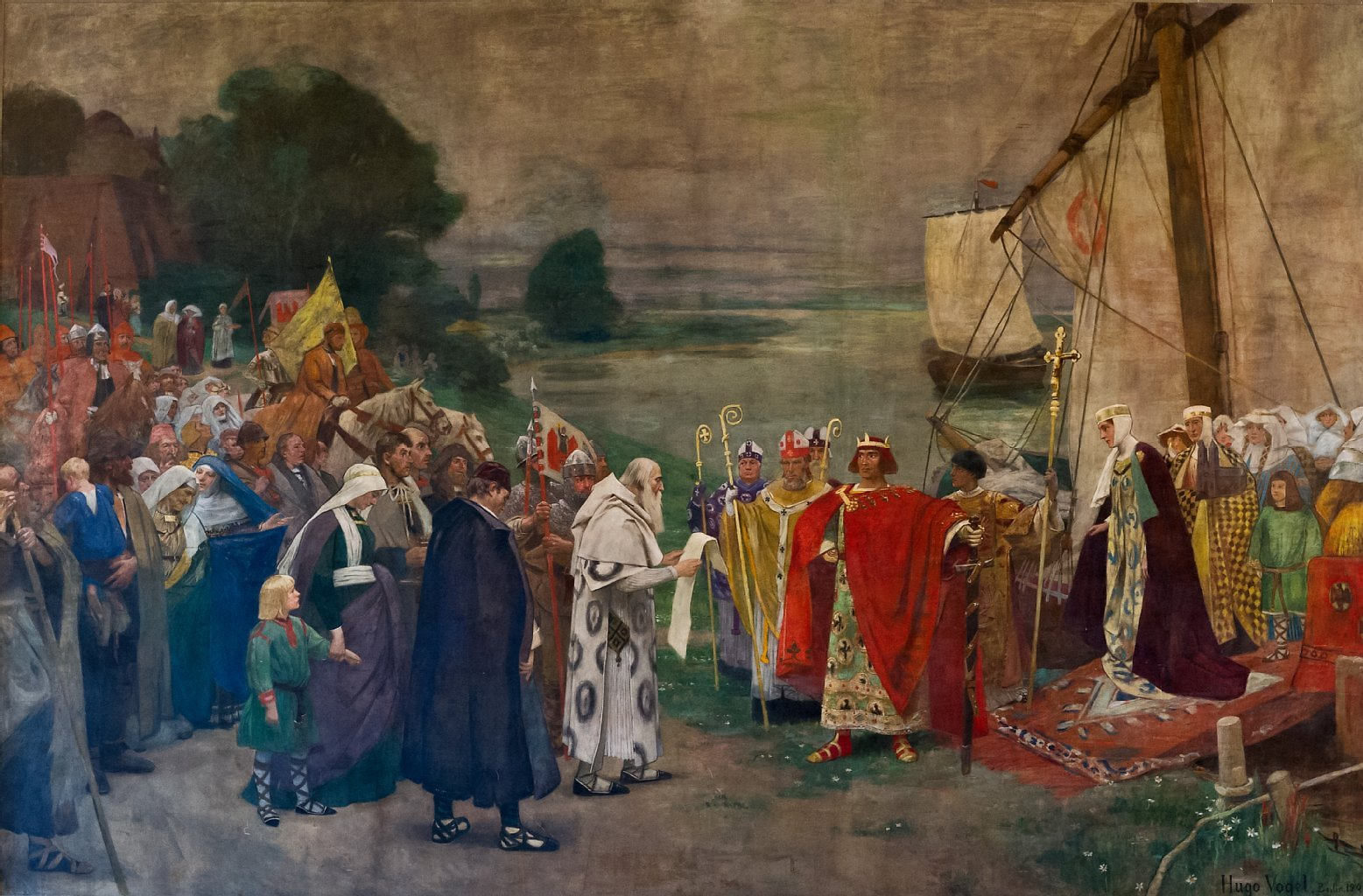
Ottone I e la moglie Editha sbarcano a Magdeburgo (Hugo Vogel 1898, Ständehaus Merseburg)

### Origine
Sorta in una zona probabilmente già abitata nel periodo paleolitico, la città attuale viene menzionata per la prima volta durante l'anno 805 nel Capitolare di Thionville di Carlo Magno con il nome di Magadoburg che nell'antico dialetto sassone significava borgo della vergine (da Magath, ovvero vergine, e Burg, ovvero borgo fortificato).

### Preistoria e antichità
I più antichi reperti ritrovati, principalmente armi bifacciali (conosciute anche come amigdale), risalgono all'epoca della Glaciazione Riss, circa 150 000 anni fa.
Prove di presenza umana sedentaria nella zona di Magdeburgo sono rintracciabili dagli ultimi anni dell'era glaciale Weichseliana, verso il 15000 a.C. Durante il Neolitico la Cultura della ceramica lineare fu portata nell'area, verso il 5400 a.C. circa, da tribù danubiane. Il fertile Löss e la vicinanza di boschi e di acqua hanno rappresentato buone condizioni per favorire l'insediamento sulla riva occidentale, protetta dal rischio di esondazioni dell'Elba.

### Epoca medievale

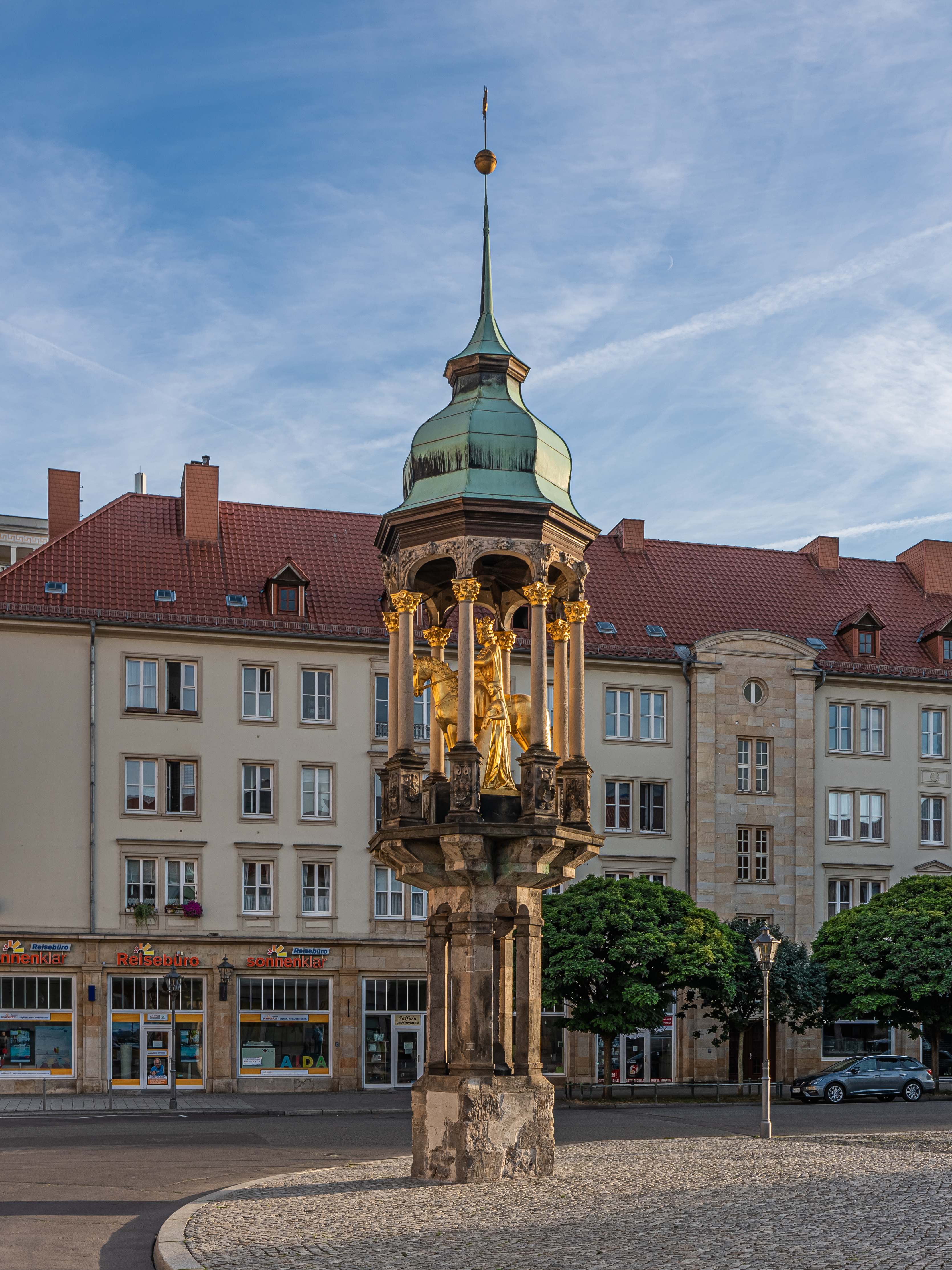
La statua del Cavaliere di Magdeburgo, la prima scultura a tutto tondo realizzata a nord delle Alpi, risalente al XIII secolo.

Magdeburgo viene citata per la prima volta - con il toponimo Magadoburg - nell'805 d.C. all'interno del Capitolare di Thionville di Carlo Magno, divenendo durante il X secolo sede di palazzo imperiale sotto Ottone I di Sassonia, dopo che nel 919, Enrico l'Uccellatore, padre di Ottone, aveva fortificato l'insediamento contro gli attacchi di Magiari e Slavi. Tuttavia, la roccaforte di Magdeburgo fu anche utilizzata per portare a termine scambi commerciali con gli slavi che vivevano a est dell'Elba.
Nel 929 Enrico I combinò il matrimonio del futuro Ottone I con Editha (a volte indicata anche come Edgitha o Eadgyth), figlia di Edoardo il Vecchio, re del Wessex. Come morgengabio, Editha ricevette proprio Magdeburgo. Nel 937 si svolse in città una dieta cui parteciparono due arcivescovi, otto vescovi ed i più alti dignitari laici. Nello stesso periodo venne fondato il monastero dedicato San Maurizio, il Mauritiuskloster.

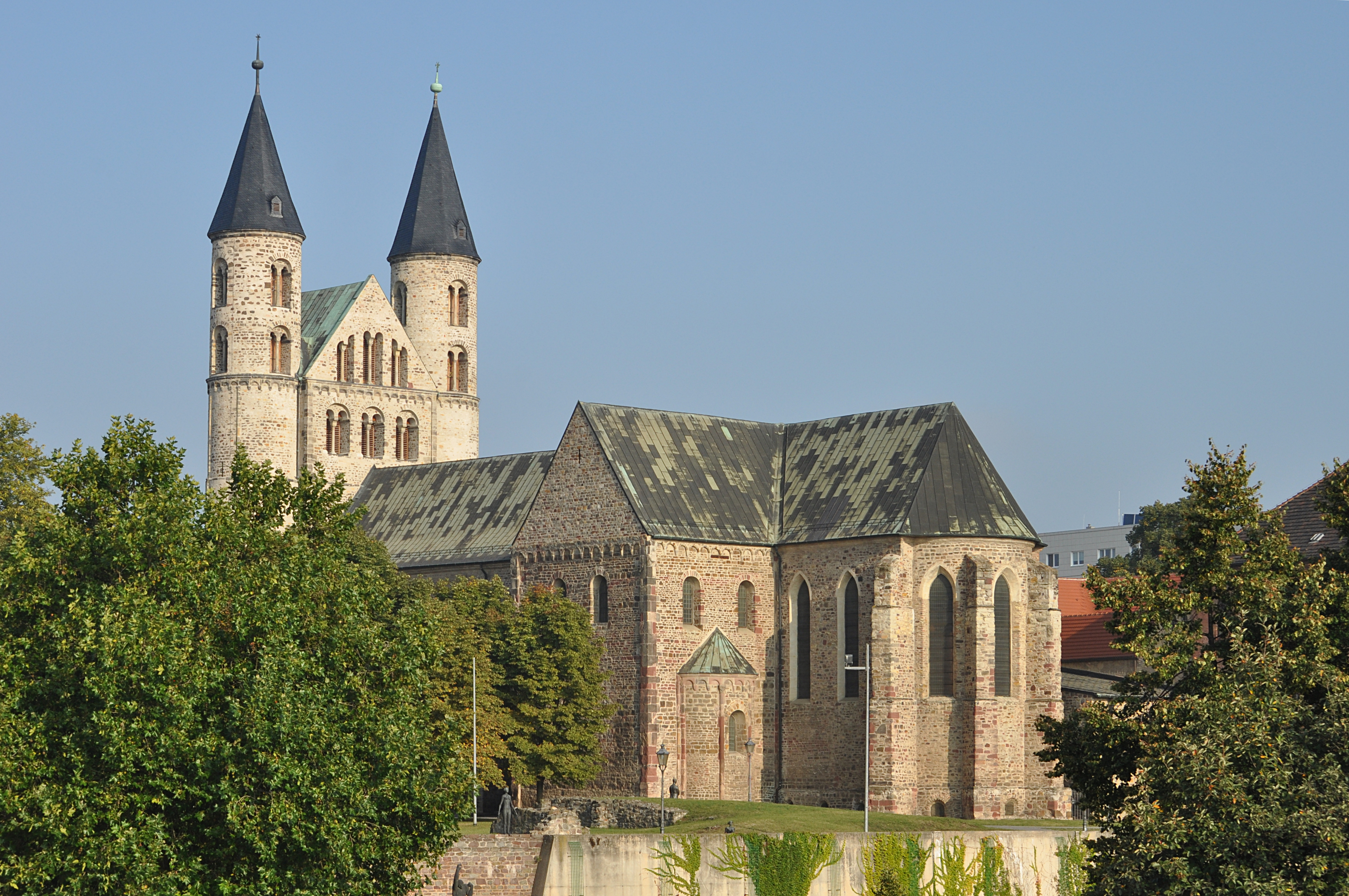
Il Monastero di Nostra Signora (Kloster Unser Lieben Frauen), risalente all'XI secolo.

Nel 946 la regina Editha morì e fu seppellita nella chiesa del monastero, che sarebbe divenuta in seguito il Duomo di Magdeburgo. Ottone si risposò con Adelaide, vedova di Lotario II d'Italia, la quale influenzò notevolmente l'architettura della città. Nel 962 Ottone il Grande ed Adelaide vennero incoronati con la corona imperiale del Sacro Romano Impero. Al Sinodo di Ravenna del 968 Magdeburgo venne elevata al ruolo di arcivescovado. Il primo arcivescovo, Adalberto di Magdeburgo fu canonizzato come Apostolo degli slavi. Facevano originariamente parte della diocesi di Magdeburgo anche le diocesi di Brandeburgo, di Havelberg, di Meißen (fino al 1399), la diocesi di Merseburg, l'arcidiocesi di Poznań, (fino al 968), la diocesi di Naumburg-Zeitz e quella di Lebus (fino al 1420).
Nel 973 morì anche Ottone il Grande e venne seppellito accanto alla sua prima moglie, Editha.
Nel 1035 venne concesso alla città il diritto di ospitare la fiera in virtù di apposita patente. Come conseguenza numerosi visitatori provenienti da molti paesi furono attirati in città dalle opportunità commerciali scaturite. Esempio indicativo della vivacità degli scambi che avvenivano all'epoca in città è la presenza di una moneta coniata alla zecca di Magdeburgo all'interno del cosiddetto tesoro di Sandur, ritrovato nell'omonimo paesino delle isole Fær Øer. Nel 1126 Norberto di Xanten, in seguito canonizzato, divenne arcivescovo della città. Proprio in Magdeburgo prese forma il cosiddetto diritto omonimo (in tedesco Magdeburger Recht), considerato per l'epoca pratico, moderno ed esemplare, e conseguentemente adottato in molte aree dell'Europa centrale ed orientale. L'arcivescovo Wichmann adottò nel 1188 per la città il cosiddetto "privilegio" sul diritto di Magdeburgo.
Durante il XII secolo, la città era riuscita a guadagnare maggiore indipendenza dal signore della città, l'arcivescovo di Magdeburgo, senza però raggiungere la completa libertà. Nel 1294 i cittadini di Magdeburgo acquistarono dall'arcivescovo di Magdeburgo i diritti sulla città nei ruoli di burgravio e scoltetto, potendo così occupare gli incarichi lasciati scoperti dall'autorità ecclesiastica: con ciò ha avuto inizio anche a Magdeburgo una sorta di autogoverno locale. Verso la fine del XIII secolo la città divenne membro della Lega anseatica (si hanno notizie certe dal 1295 in poi) e si sviluppò in parallelo con Braunschweig, altra città-stato sassone.

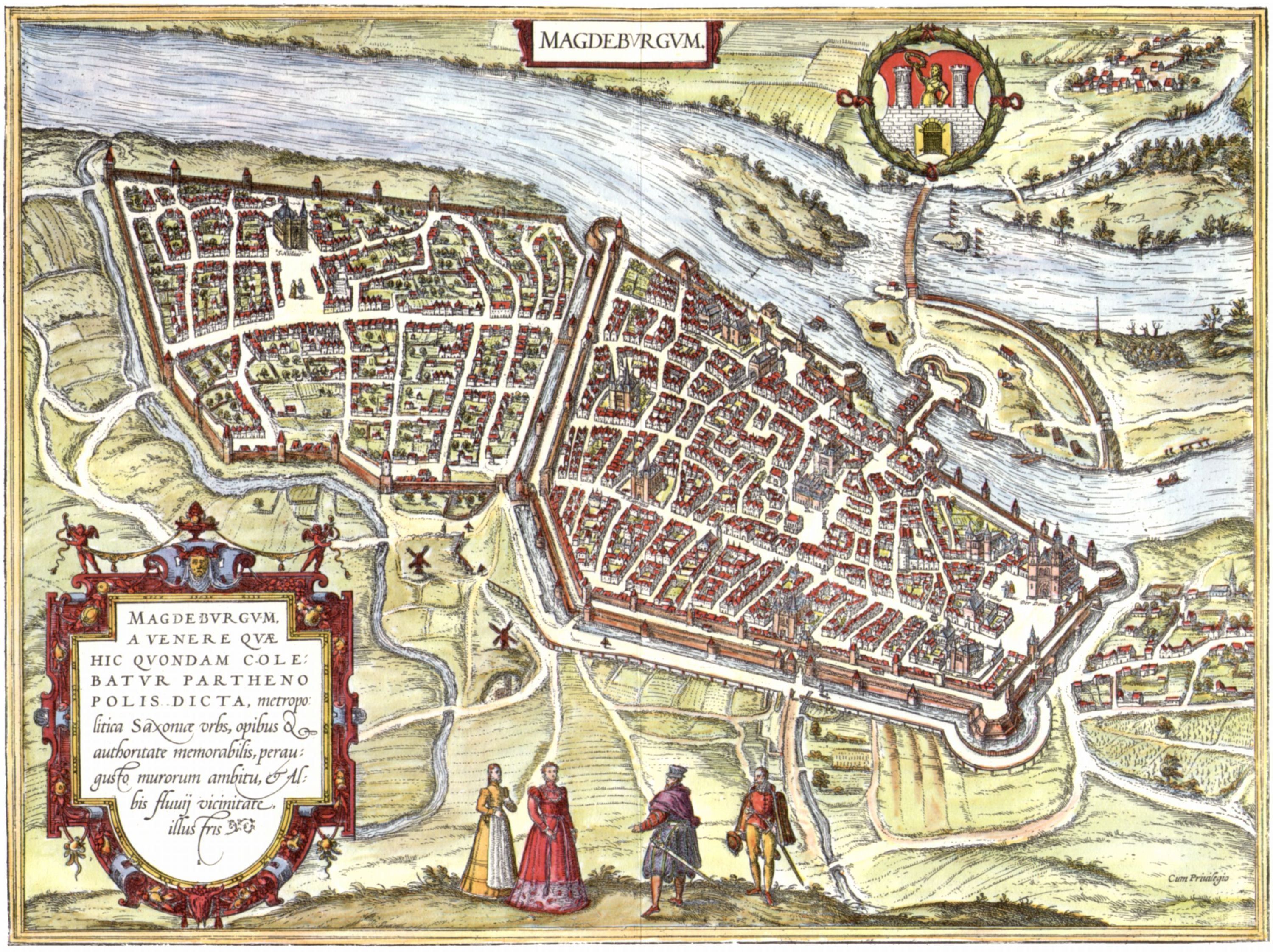
Pianta della città di Magdeburgo, Frans Hogenberg, incisione a colori su rame, 1572.

Nel 1430 avvennero scontri militari tra la città e l'arcivescovo, che oltre tutto aveva cercato di fermare il Concilio di Basilea. Nel 1550 venne assegnata alla città l'arcidiocesi della Provincia della Bassa Sassonia, ma nel 1503 l'arcivescovo decise di trasferire la propria residenza ad Halle. L'avvento nel 1524 della Riforma protestante accrebbe ulteriormente le divisioni sorte tra città ed arcidiocesi.
Il 17 luglio 1524 fu il giorno della Riforma di tutte le chiese di Magdeburgo, conseguenza del passaggio Martin Lutero, che nel giugno precedente aveva predicato in diverse occasioni in città. Solo la cattedrale era rimasta cattolica, ma dal 1545, anno della morte dell'arcivescovo Alberto di Hohenzollern, rimase chiusa per vent'anni. Poiché Magdeburgo si era rifiutata nel 1548 di accettare l'Interim di Augusta, il conte Giorgio di Meclemburgo mosse contro la città, appoggiato dall'imperatore Carlo V. Dopo la pesante sconfitta subita dalle truppe cittadine nei pressi di Hillersleben, Giorgio diede inizio all'assedio della città, che durò dal 22 settembre 1550 al 5 novembre 1551; un accordo di pace concluse l'assedio. Magdeburgo ricevette in seguito il titolo onorifico di Unseres Herrgotts Kanzlei, Cancelleria di Nostro Signore.

### XVII e XVIII secolo

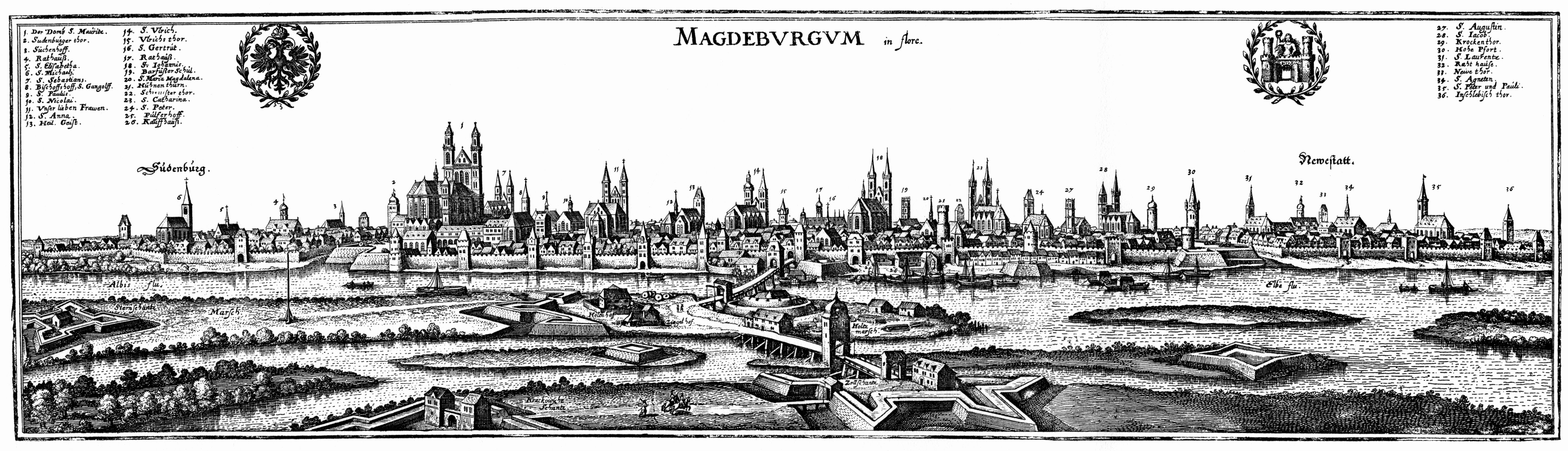
Magdeburgum in flore, Matthäus Merian, 1640.

Durante la Guerra dei trent'anni la città fu presa il 20 maggio 1631 dalle truppe imperiali guidate dal comandante della Lega cattolica, il conte di Tilly Johann Tserclaes, e sottoposta alla devastazione divenuta nota proprio come Sacco di Magdeburgo. Quest'evento è divenuto noto anche con il termine Magdeburgisieren: vennero uccise dalle truppe d'invasione e dal fuoco diverse migliaia di persone tra gli abitanti. La città fu quasi completamente distrutta e spopolata e con l'uccisione di una quota di popolazione stimata tra i 20 000 ed i 30 000 abitanti, si tratta sicuramente del singolo avvenimento più cruento di tutta la Guerra dei trent'anni.
Nel 1635 la città e l'arcidiocesi persero con la Pace di Praga il principe sassone Augusto di Sassonia-Weissenfels, che era stato nominato Amministratore evangelico nel 1628. Con la Pace di Vestfalia del 1648 l'arcivescovado di Magdeburgo venne assegnato all'Elettorato di Brandeburgo come beneficio di guerra, a patto che la cessione divenisse effettiva solo alla morte dell'arcivescovo sassone. All'epoca (1646-1676) era borgomastro della città Otto von Guericke: questi era anche un importante fisico, inventore della prima pompa pneumatica per la creazione del vuoto e fautore del famoso esperimento degli Emisferi di Magdeburgo.
Nel 1680, alla morte del principe Augusto, l'arcidiocesi e di conseguenza la città di Magdeburgo divennero, come precedentemente stabilito, parte della Marca di Brandeburgo. La città divenne dunque parte della Holzkreis - territorio corrispondente alla parte settentrionale dell'arcidiocesi storica di Magdeburgo - mantenendo però il rango di Immediatstadt, sotto diretto controllo del Ducato, di cui divenne nel 1714 anche capitale.
Già nel 1666 il principe elettore di Brandeburgo aveva mandato 15 000 soldati di stanza in città e lasciò riparare quanto distrutto durante la Guerra dei trent'anni. Durante il corso del XVIII secolo la fortezza ulteriormente rafforzata. Sotto Federico II, la fortezza raggiunse una dimensione di 200 ettari, mentre la città si espandeva solo per 120. Magdeburgo veniva all'epoca considerata la più importante fortezza di tutta la Prussia.

### XIX secolo

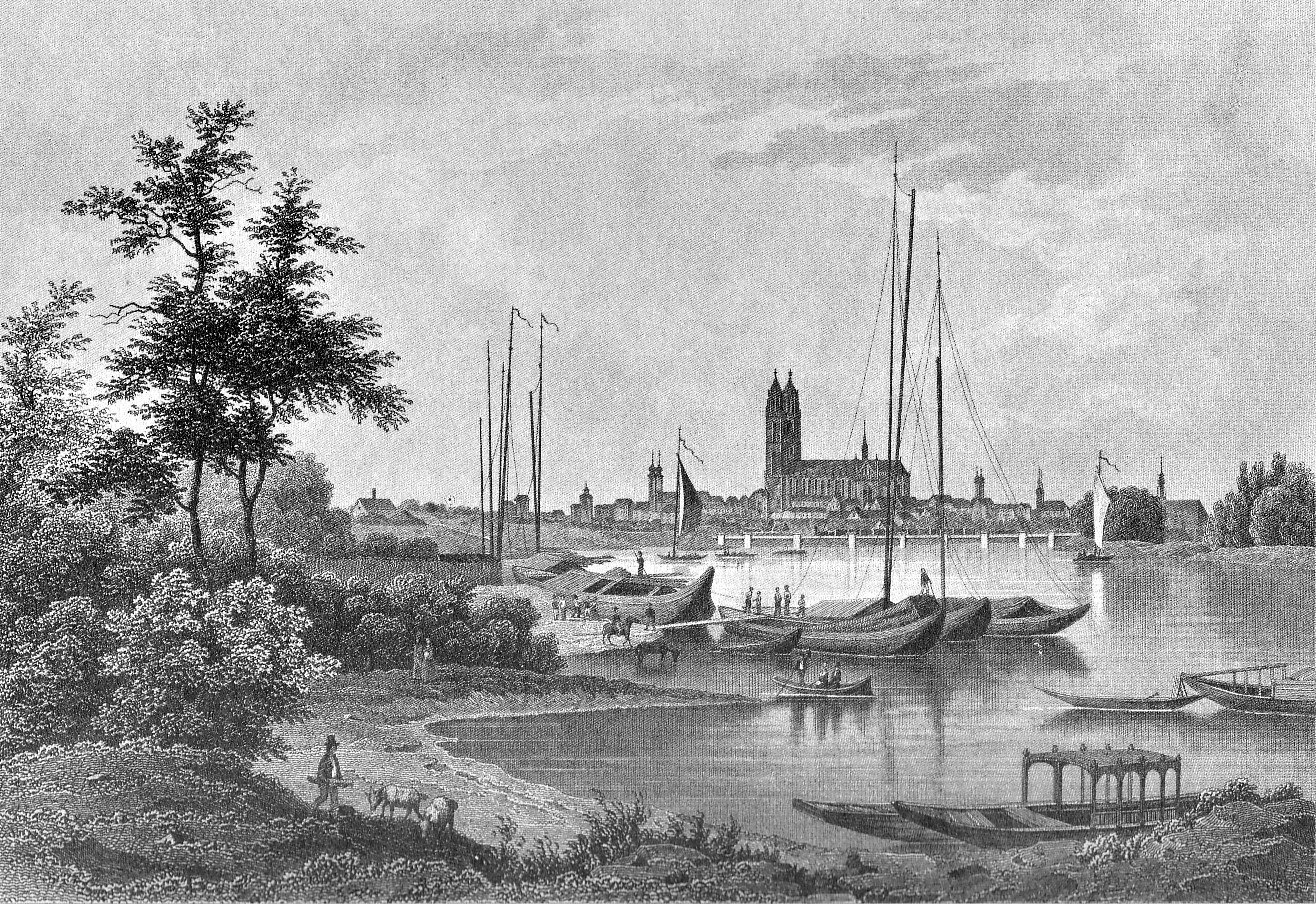
Vista di Magdeburgo, Johann Poppel, 1850.

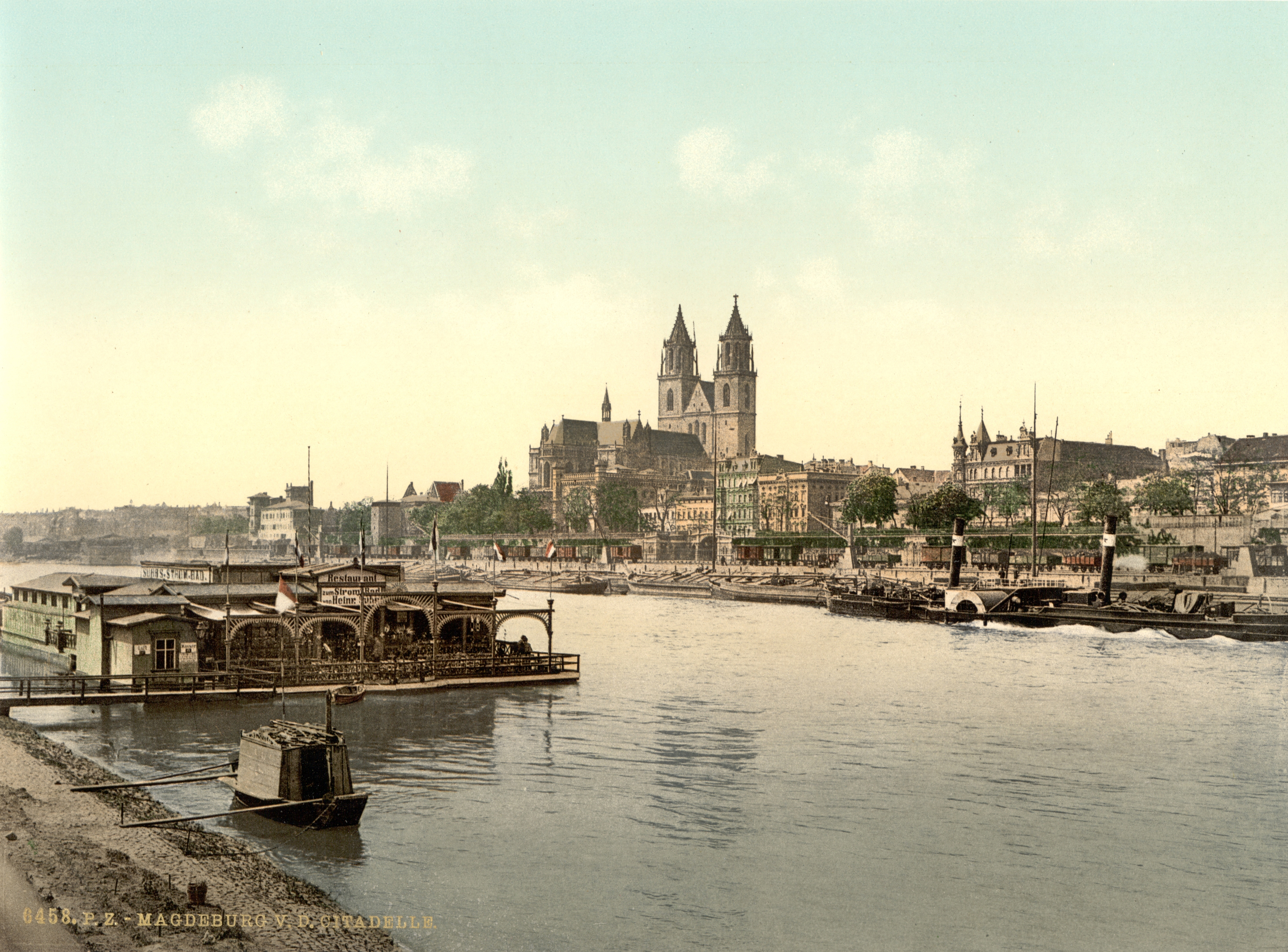
Vista di Magdeburgo, fotografia colorata, inizio XX secolo.

Nel 1807 la città entrò temporaneamente a fare parte del Regno di Vestfalia e più precisamente parte della Provincia dell'Elba. In seguito alla sconfitta di Napoleone, tornò nel 1814 l'amministrazione prussiana e dal 1816 la città divenne capoluogo della Provincia di Sassonia, oltre che sede del Regierungsbezirk (regione) di Magdeburgo e dell'omonimo Landkreis (circondario). Nel 1824 venne aperta in città la Borsa; nel 1828 venne istituita anche la Stadtkreis (Città extracircondariale) di Magdeburgo.
Dal 1866 la città divenne il quartier generale del IV Corpo d'armata, una divisione dell'Esercito della Confederazione Tedesca del Nord e dal 1871 dell'Impero tedesco. Con lo scoppio della prima guerra mondiale la città ospiterà anche il VI Esercito di ispezione, l'autorità militare superiore al corpo d'armata: tra i generali, era presente anche il futuro presidente Paul von Hindenburg.
Nel 1887 il Landkreis di Magdeburgo venne sciolto. I dintorni della città vennero riorganizzati nei circondari di Jerichow I, (successivamente Burg), Calbe, Wanzleben e Wolmirstedt

### Epoca nazista
Durante l'epoca nazista, come nel resto della Germania, gli avversari politici ed ideologici furono perseguitati e molte persone escluse dalla Volksgemeinschaft, la comunità nazionale, con motivazioni riferite all'eugenetica ed al razzismo. Il gruppo maggiormente perseguitato fu quello ebraico: venne aperto per loro da parte della Gestapo cittadina un Ausweich- bzw. Auffanglager (campo di detenzione e smistamento), al fine di raccogliere gli ebrei arrestati durante la Notte dei cristalli per successivamente inviarli ai lavori forzati. A questi si aggiunsero anche i prigionieri politici, i cosiddetti Mischlinge (meticci) ed altre categorie di internati, a loro volta inviati nelle fabbriche di armi cittadine.
Durante la seconda guerra mondiale, la produzione industriale tedesca si mantenne efficiente proprio attraverso l'impiego di lavoratori forzati di origine straniera. La BRABAG (acronimo di Braunkohle-Benzin-AG), la maggior fornitrice di carburante della Wehrmacht, costruì nel 1944 sei campi di lavoro. Uno di questi, il KZ Magda, si trovava proprio nel quartiere cittadino di Rothensee. Gli altri cinque si trovavano in Sassonia (Lausitz) e nell'odierna Sassonia-Anhalt. Tra il giugno 1944 ed il febbraio 1945 vi lavorarono 2 172 prigionieri ebrei, dei quali circa il 65 per cento morì.

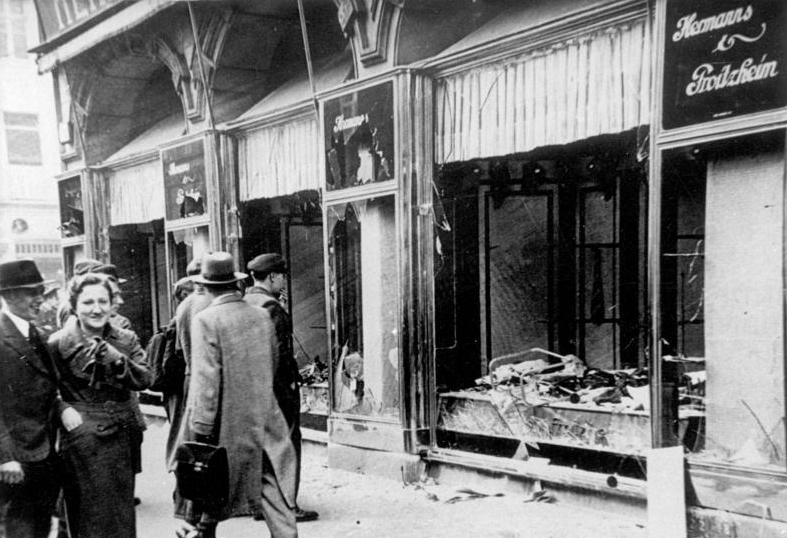
Negozio ebraico saccheggiato, novembre 1938.

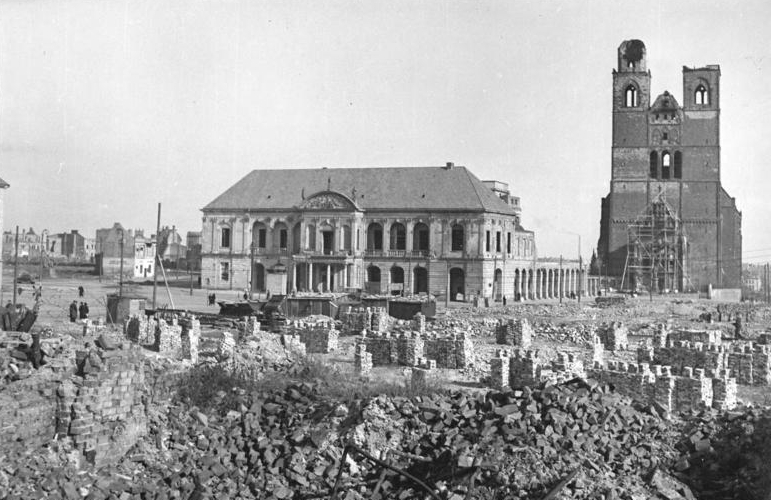
Il centro della città pesantemente danneggiato dai bombardamenti, 1952.

Il campo di concentramento di Magdeburgo-Holzweg fu costruito invece soprattutto per i Sinti ed i Rom, ma venne chiuso già nel 1943 a causa delle proteste dei residenti locali. I detenuti di conseguenza vennero spostati al Campo di concentramento di Auschwitz. Dal 1943 al 1945 venne aperto in città, in Liebknechtstraße, un campo satellite del Campo di concentramento di Buchenwald presso la Polte-Werke, una delle più grandi ditte di valvole e, in tempo di guerra, di munizioni della prima metà del XX secolo. Oltre 3 000 persone - principalmente internati ebrei provenienti dai campi di concentramento di Kaiserwal, Auschwitz, Stutthof e Ravensbrück, così come prigionieri russi e polacchi - venivano impiegati nella fabbrica per svolgere lavori pesanti, dormendo poi nella caserma del quartiere Prester.
Il primo raid aereo sulla città di Magdeburgo ebbe luogo il 22 agosto 1940. Dal 1943, Magdeburgo fu intensamente attaccata da bombardieri alleati. Obiettivi iniziali erano gli stabilimenti industriali utilizzati per la produzione di armi, come l'impianto della Krupp-Gruson del quartiere di Buckau, in cui venivano prodotti i veicoli cingolati (principalmente cannoni d'assalto) e gli idrogenatori della Brabag di Rothensee, necessari per la produzione di carburante sintetico. L'attacco aereo su Magdeburgo del 16 gennaio 1945 distrusse circa il 90 percento della città vecchia, incluse 15 chiese. Anche i quartieri rappresentativi dell'epoca Gründerzeit subirono in breve tempo - così come accadeva negli stessi tempi a Berlino, Dresda e Chemnitz - danni rilevanti. Il Nordfront di Magdeburgo e la Breite Weg, una delle strade barocche più belle della Germania, furono quasi completamente distrutti. In questo attacco almeno 2 000 persone furono uccise e altre 190 000 hanno subito danno dai bombardamenti. In base al numero dei morti è stato il quinto attacco più pesante effettuato su una città tedesca durante la seconda guerra mondiale.
L'11 aprile 1945 le truppe statunitensi presero posizione ai margini della città; una proposta di resa offerta il giorno successivo venne respinta dalla Wehrmacht. Dopo diversi giorni di bombardamento gli americani ruppero le linee di difesa tedesche, occupando il 19 aprile la parte ovest della città. Come stabilito, non mossero ulteriormente in direzione di Berlino. Il 5 maggio 1945 giunsero poi le forze sovietiche ad occupare con la porzione ad est del fiume Elba la parte rimanente della città. Una delle Forze Speciali U. S. riuscì a recuperare dalla Reichsbank scorte d'argento per un valore di 8 milioni di euro: questo era custodito infatti in un caveau realizzato nel 1927 in grado di resistere alla forza dei bombardamenti. Il 1º giugno 1945, le ultime forze della 117ª divisione di fanteria furono sostituite dalle truppe britanniche; il 1º luglio anche Magdeburgo ovest passò sotto il controllo dell'Armata Rossa.
I sovietici installarono in città un loro quartier generale, e nel 1946 seppellirono nel terreno della loro foresteria i cadaveri di Hitler, della famiglia Goebbels e altri. Nel 1970, il KGB provvide a disseppellirli, cremarli e disperderne le ceneri in un fiume.

### 1949-1990: Repubblica Democratica Tedesca

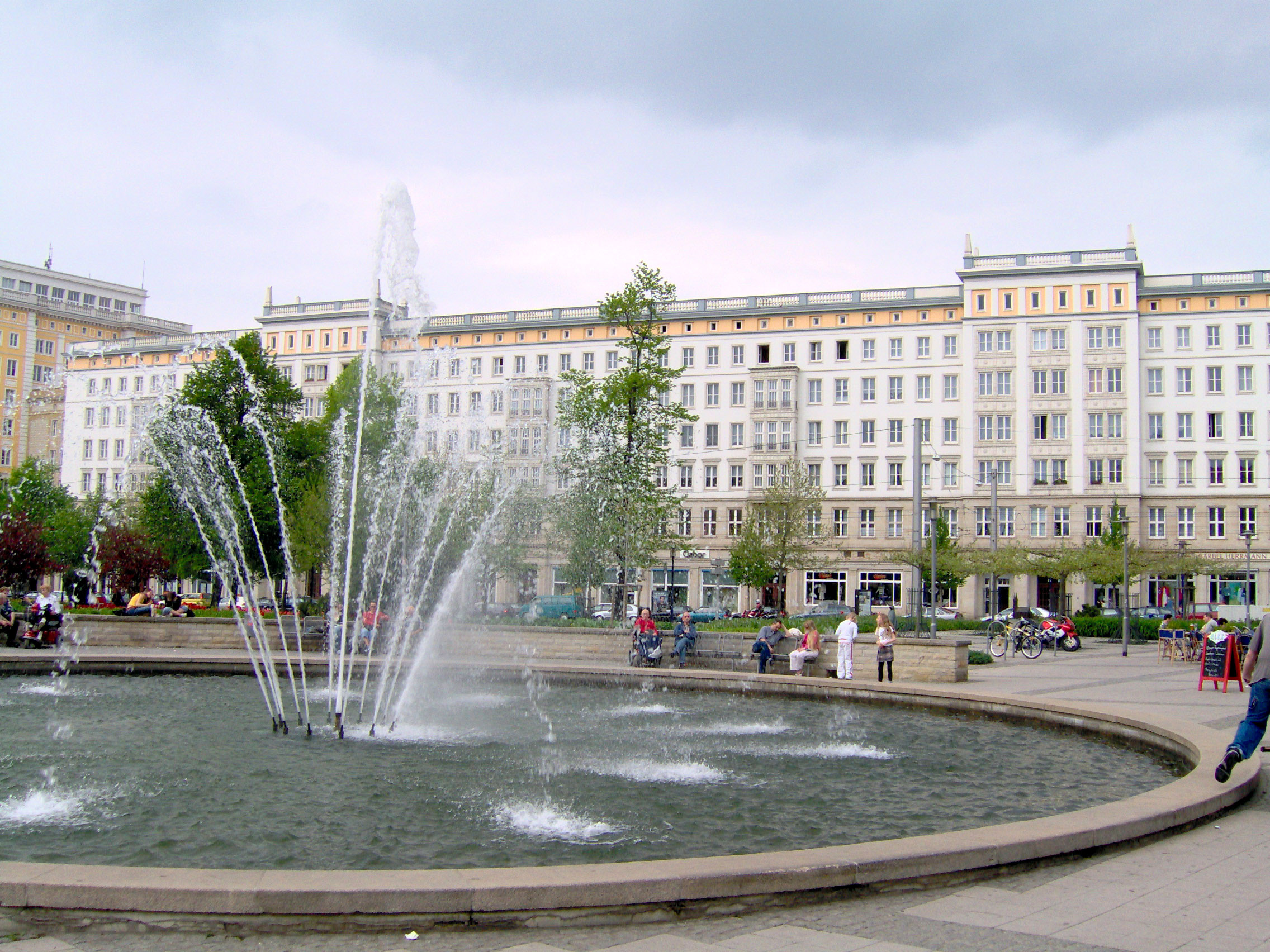
Edifici riconducibili al classicismo socialista.

Finita la guerra, il centro della città ed i quartieri bombardati erano ridotti in macerie, e le prime operazioni di pulizia delle rovine vennero affidate proprio alle Trümmerfrauen, le cosiddette 'donne delle macerie'. Vista la limitatezza di denaro, vennero risparmiati dalle demolizioni solamente gli edifici danneggiati solo lievemente dai bombardamenti e quelli più preziosi, come il duomo, il monastero di Nostra Signora ed il municipio.
Tra il 1951 ed il 1966, otto chiese furono demolite o fatte esplodere; nel mese di aprile del 1956, su ordine di Walter Ulbricht venne demolita la caratteristica Ulrichskirche, gravemente danneggiata nel bel mezzo della città storica. Al giorno d'oggi, in conseguenza dei bombardamenti, la Breiten Weg (una delle strade più importanti di Magdeburgo) ci appare non più caratterizzata dalle influenze del barocco, della Gründerzeit e dello Jugendstil, ma ricostruite secondo i canoni del classicismo socialista. Vennero quindi edificati numerosi edifici - di cui molti prefabbricati - per riedificare le porzioni del centro e delle periferie ridotte in macerie: diversi di questi edifici sono stati a loro volta rimpiazzati da realizzazioni successive alla riunificazione della Germania.
Fino al 1953, le aziende di grandi dimensioni della città, come la SAG-Betrieb si adoperarono per riparare le devastazioni causate dalla guerra.
All'interno dell'organizzazione industriale della DDR, Magdeburgo divenne il sito della meccanica pesante (con fabbriche quali la SKET) e nel 1952 la città divenne capoluogo (Bezirksstadt) del Distretto di Magdeburgo, che verrà sciolto, come gli altri distretti dell'età socialista, nel 1990. All'interno del proprio distretto, Magdeburgo rappresentava l'unico Stadtkreis - ossia circondario urbano - tra 21 Landkreise, i circondari.

### 1990 - presente
Nel giugno del 1990 la Volkskammer approvò la reintroduzione dei Länder ed una ristrutturazione in chiave federale della DDR. Il Distretto di Magdeburgo e quello di Halle, insieme al Circondario di Jessen furono unificati nel Land di Sassonia-Anhalt, ripristinando quindi l'entità statale attiva tra il 1947 ed il 1952, sebbene con alcune modifiche nel tracciato dei confini. Inizialmente Halle venne temporaneamente designata come capitale del Land, nell'attesa che il Landtag scegliesse quale tra le due città sarebbe dovuta divenire la capitale definitiva. Nel 1994 l'amministrazione apostolica della città è stata nuovamente elevata a diocesi, come suffraganea dell'Arcidiocesi di Paderborn.

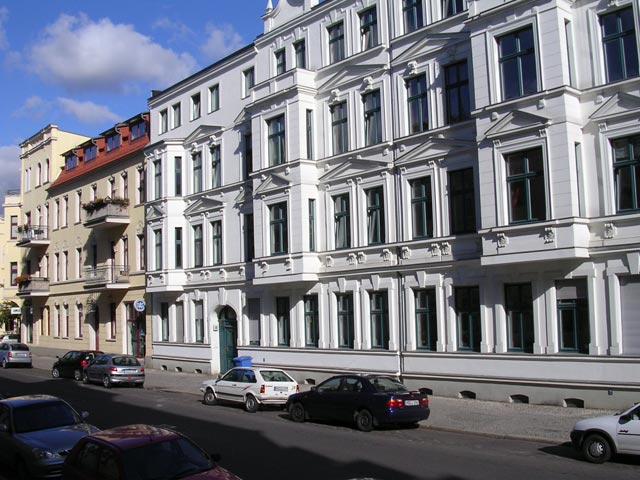
Magdeburgo ha ricevuto la Medaglia d'oro 2002 Unsere Stadt blüht auf (Le nostre città fioriranno) per il restauro dell'immagine della città.

Tra il 1990 ed il 2005 la città ha perso circa 60 000 abitanti, passando da una cifra iniziale di 290 000 ai circa 230 000 del 2005. Ciò ha rappresentato un importante fattore in una città dove attualmente l'offerta di spazio disponibile supera di gran lunga la domanda abitativa. La creazione del tunnel e la riprogettazione di Universitätsplatz (l'ex Bolesław Bierut-Platz), la costruzione del nuovo stadio cittadino, la MDCC-Arena, la riqualificazione di Breite Weg e di Otto-von-Guericke-Straße, il rinnovo della Grüne Zitadelle, la ricostruzione del ponte Sternbrücke e molti altri progetti hanno cambiato profondamente l'aspetto della città nel corso degli ultimi anni. Breite Weg, prima della seconda guerra mondiale una delle più lunghe arterie commerciali d'Europa, ha subito durante gli anni novanta del XX secolo radicali cambiamenti, particolarmente per quanto concerne l'architettura della porzione settentrionale. Anche in altre parti della città sono stati restaurati alcuni edifici risalenti all'epoca della DDR. Magdeburgo detiene attualmente il record di maggior spazio di vendita pro capite (vale a dire disponibilità in metri quadrati) destinato a commercio al dettaglio di tutta la Germania.
Nel 1999, su un terreno di circa 100 ettari a precedente destinazione militare nel quartiere di Herrenkrug, è stata ospitata la venticinquesima edizione della Bundesgartenschau (BUGA), una delle più importanti manifestazioni floricole della Germania. Le vicine caserme di età guglielmina sono diventati dipartimenti della Hochschule Magdeburg-Stendal. Il campus dell'università è stato votato nel 2009 secondo un sondaggio studentesco come il secondo migliore di tutta la Germania. Altri edifici circostanti il complesso delle caserme sono stati restaurati ed ospitano oggi le sei di diversi ministeri del Land.
La città ha ricevuto nel 2002 e nel 2007 la medaglia d'oro dal comitato del Unsere Stadt blüht auf (Le nostre città fioriranno) per il recupero urbano della stessa. Magdeburgo si è aggiudicata anche le medaglie d'argento delle edizioni 2003 e 2005 Tra il 2001 ed il 2003 un'équipe di archeologi scoprì durante una campagna di scavi i resti di un edificio ecclesiastico risalente al X secolo, che si ritiene ad oggi essere la prima cattedrale costruita in città. Nel 2003 ebbe inoltre inizio la costruzione della Grüne Zitadelle, la Cittadella verde, ultimo progetto realizzato dall'architetto austriaco Friedensreich Hundertwasser. La cittadella fu completata due anni più tardi, nell'ottobre del 2005. Il 23 settembre 2008 la città ha ricevuto dal Governo federale tedesco il titolo di Ort der Vielfalt, Luogo di diversità, un'iniziativa destinata a premiare i comuni tedeschi in cui è risultato più forte l'impegno nella tutela della diversità culturale.

### Festeggiamenti per i 1200 anni della città

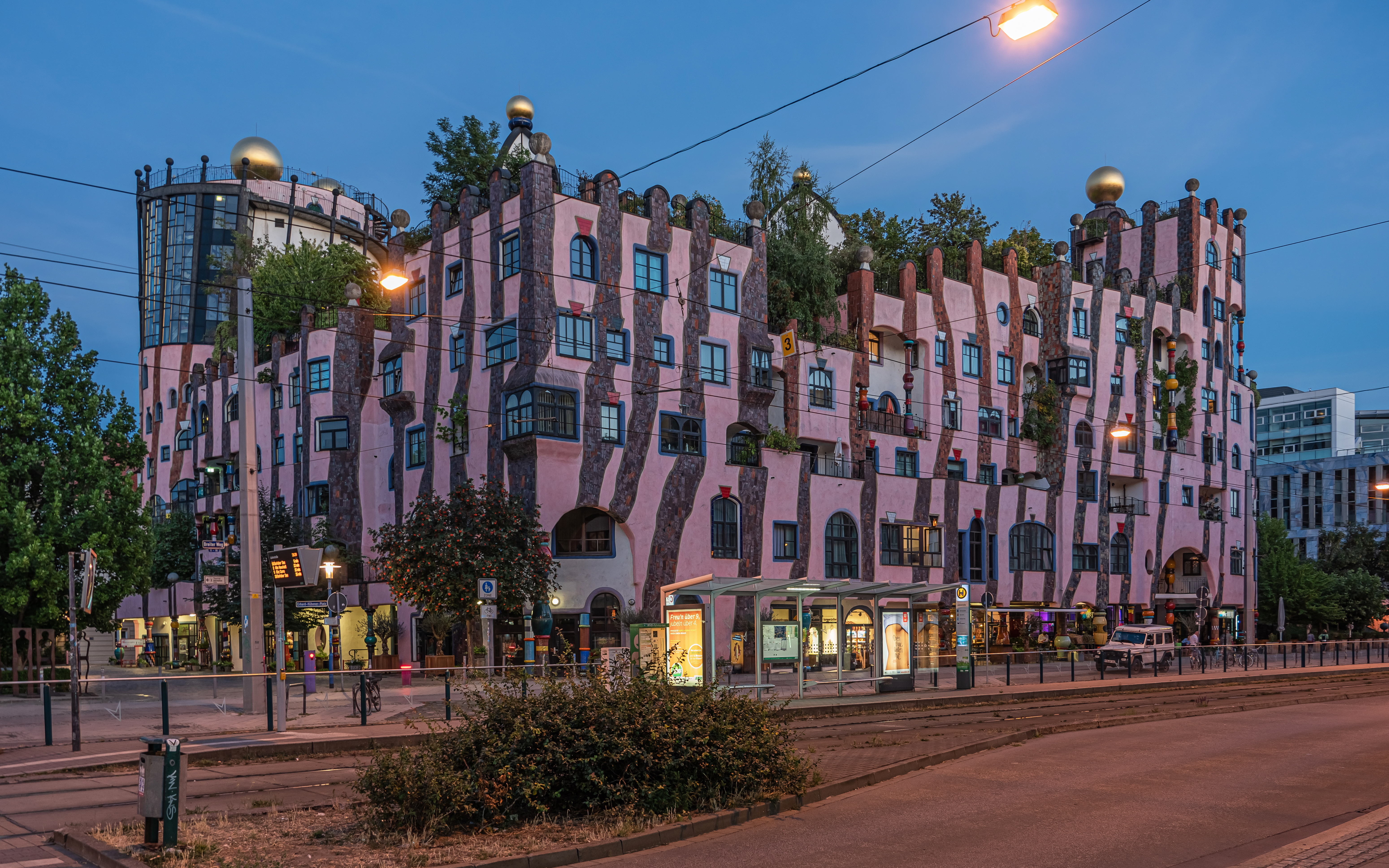
La Grüne Zitadelle, l'ultimo progetto di Friedensreich Hundertwasser, completata nel 2005.

L'anno 2005 è stato accompagnato da numerose manifestazioni, racchiuse sotto il motto Magdeburg 12hundert, per festeggiare l'anniversario dei 1.200 anni dalla fondazione di Magdeburgo. L'appuntamento principale è coinciso con la cerimonia in Duomo del 7 maggio, con cerimonia di assegnazione del primo Kaiser-Otto-Preis - premio-onorificenza cittadino - all'ex presidente federale Richard von Weizsäcker.
In occasione dei festeggiamenti nel mese di maggio sono state organizzate le rappresentazioni della Magdeburger Himmelssinfonie (Sinfonia del cielo di Magdeburgo), sotto la direzione dell'artista di luci Gert Hof e di LuminArte – Italienische Lichtkunst, con l'installazione di numerose sculture luminose nell'Elbauenpark, lo stesso parco dove la città aveva ospitato la manifestazione floreale del Bundesgartenschau nel 1999. In giugno il gruppo musicale americano dei R.E.M. partecipò in qualità di ospite al Figurentheaterfestival, il Festival del teatro delle marionette. Magdeburgo nel mese di luglio ha ospitato invece la nona edizione del Sachsen-Anhalt-Tag, la giornata della Sassonia-Anhalt, fiera famosa per gli stand gastronomici, musicali e le numerose attrazioni, fonte di richiamo per numerose persone. Nel mese di agosto venne disegnato un grande tatuaggio sulla Domplatz. Nell'autunno del 2005, infine, le celebrazioni per l'anniversario continuarono con la festa del municipio - la Rathausfest - e l'inaugurazione, in data 3 ottobre della Cittadella Verde.

### Incorporazioni
I seguenti comuni sono stati nel corso degli anni incorporati nella città di Magdeburgo:
- 1º luglio 1867: Sudenburg (Stadtkreis Magdeburg)
- 1º aprile 1886: Neustadt (Stadtkreis Magdeburg)
- 1º aprile 1887: Buckau (Stadtkreis Magdeburg) (fino 1861 parte del Kreis Wanzleben)
- 1º aprile 1908: Rothensee (Kreis Wolmirstedt)
- 1º aprile 1910: Cracau e Prester (Kreis Jerichow I); Fermersleben, Lemsdorf, Salbke e Westerhüsen (Kreis Wanzleben)
- 1º aprile 1926: Diesdorf (Kreis Wanzleben)
- 1º gennaio 1934: Quartieri di Biederitz e Gübs(Kreis Jerichow I; Gübs aveva già fatto parte del comune di Magdeburgo tra il 1494 ed il 1807)
- 1º ottobre 1942: Quartieri di Barleben, Wolmirstedt e Glindenberg (Kreis Wolmirstedt)
- 1952: Groß Ottersleben
- 1979: Olvenstedt
- 1993: Pechau, Randau-Calenberge
- 2001: Beyendorf-Sohlen

## Monumenti e luoghi d'interesse

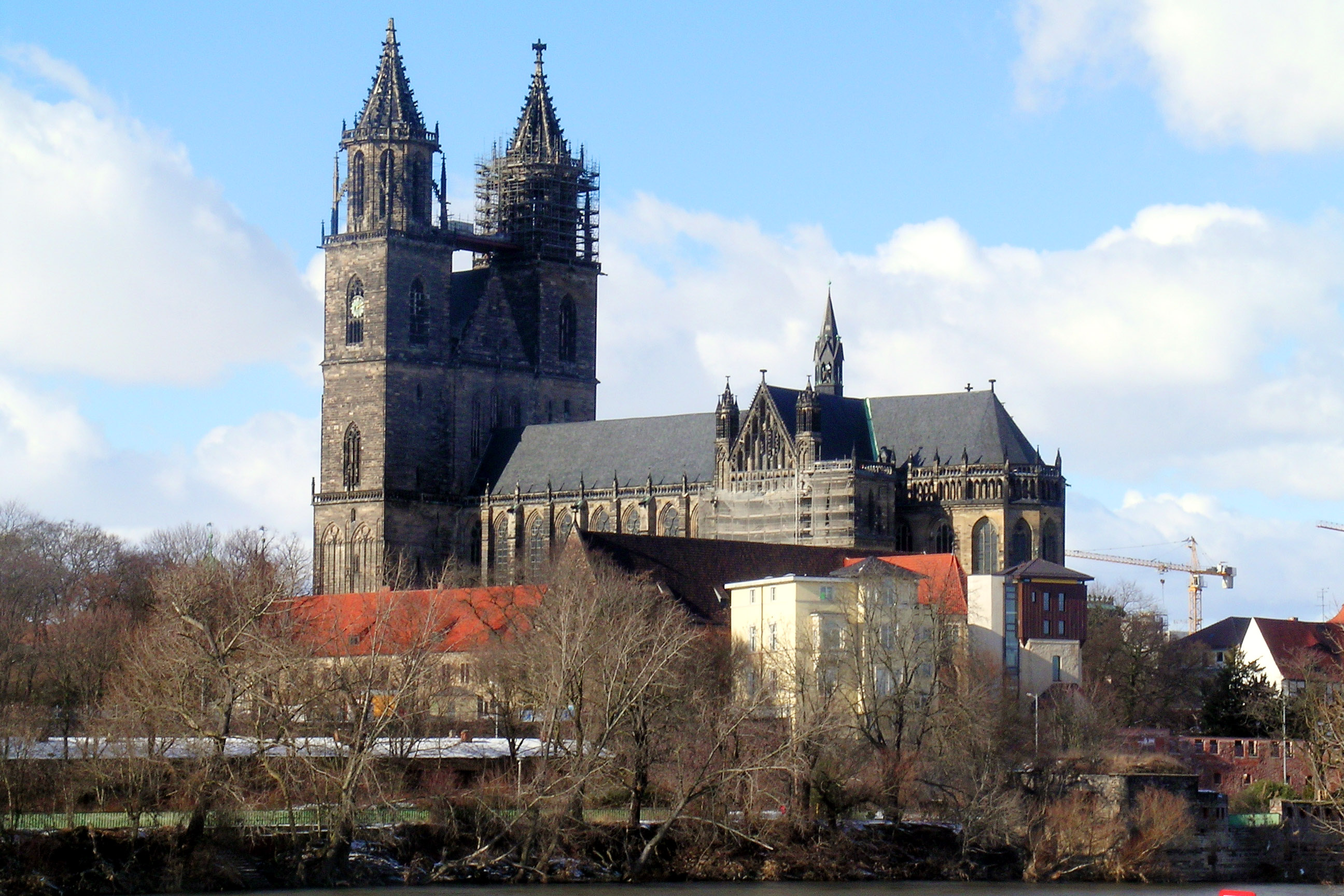
L'imponente Duomo di Magdeburgo.

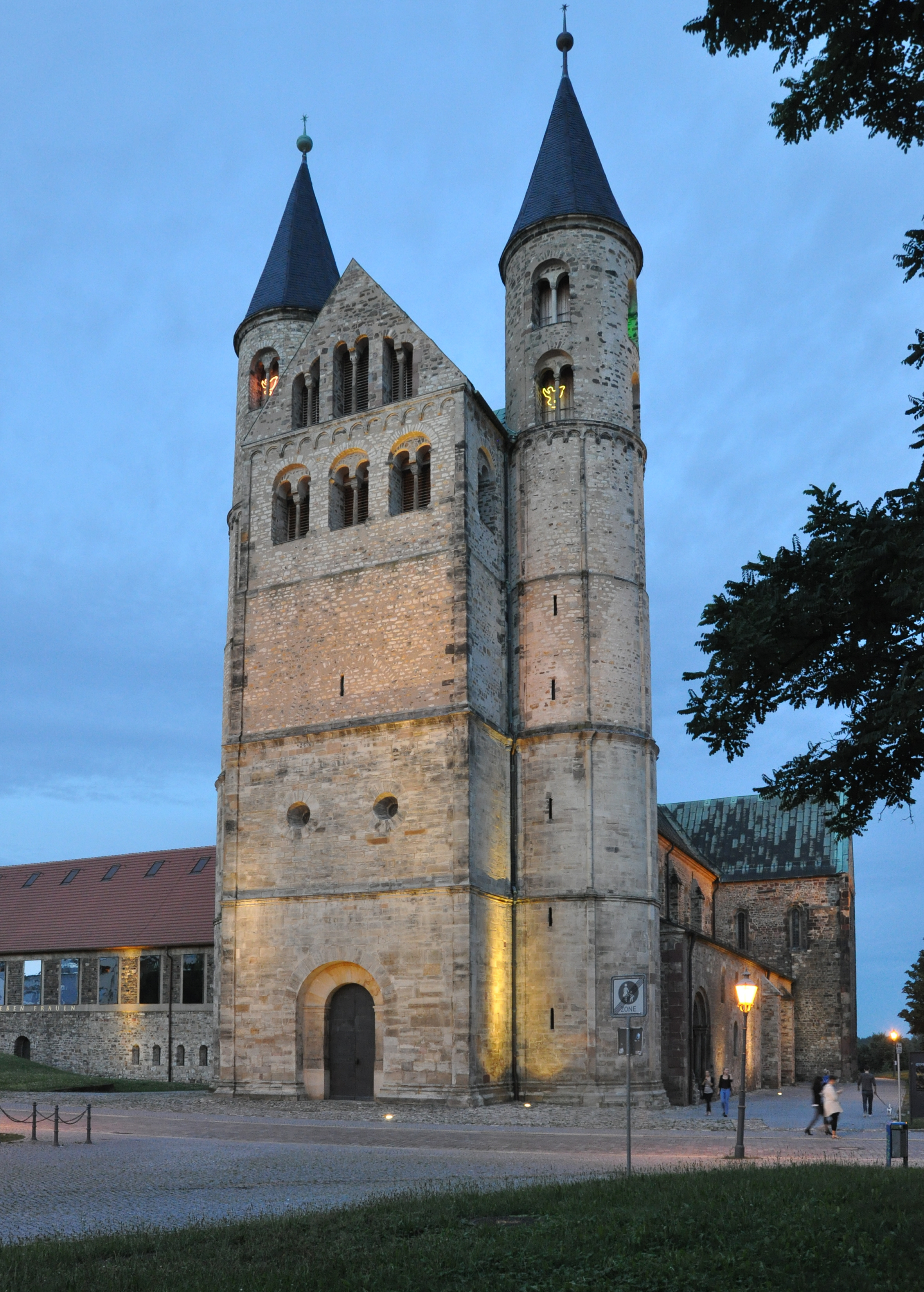
Il Monastero di Nostra Signora.

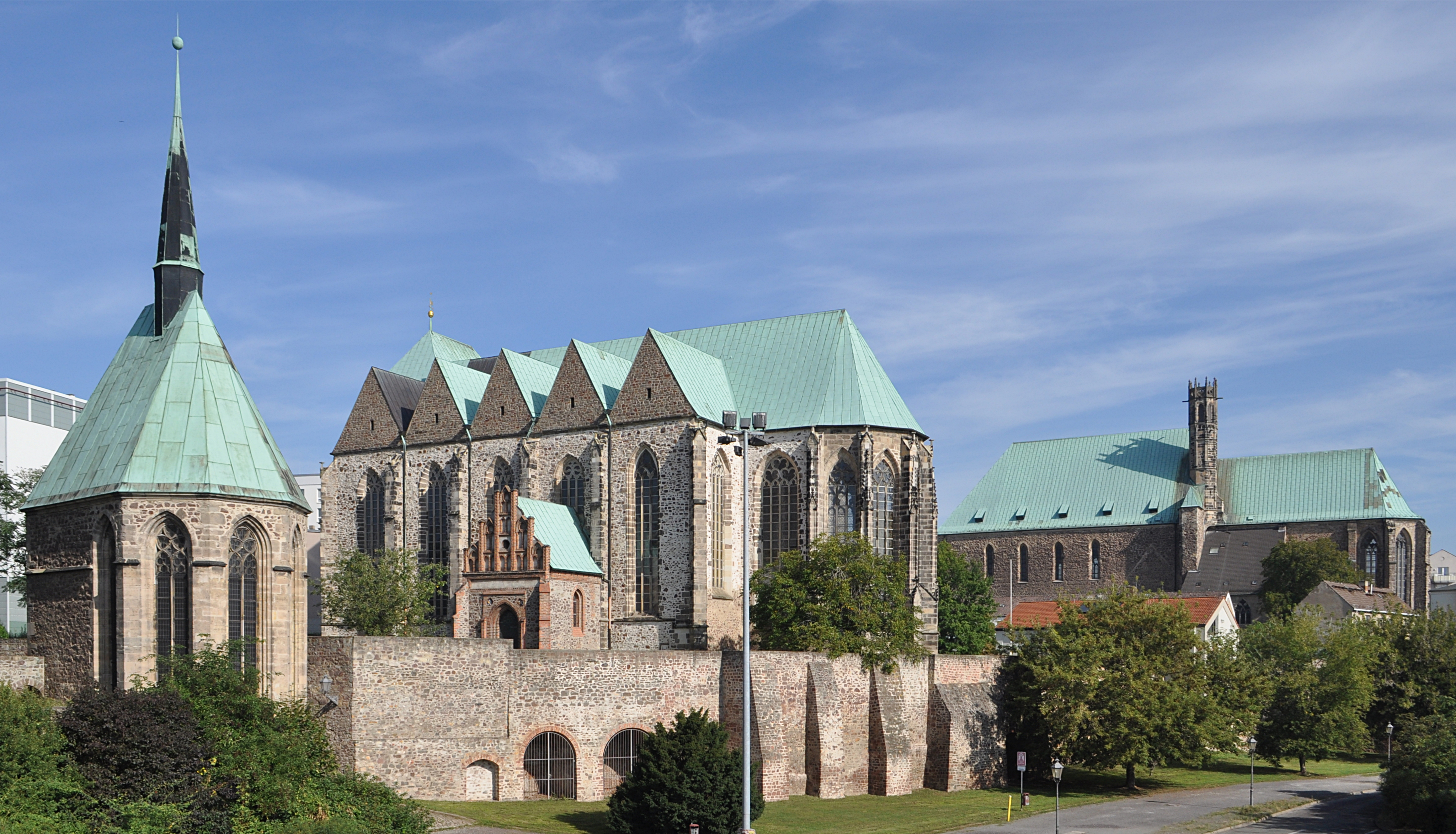
Veduta con l'infilata della Magdalenkappelle, la Petrikirche e la Wallonerkirche.

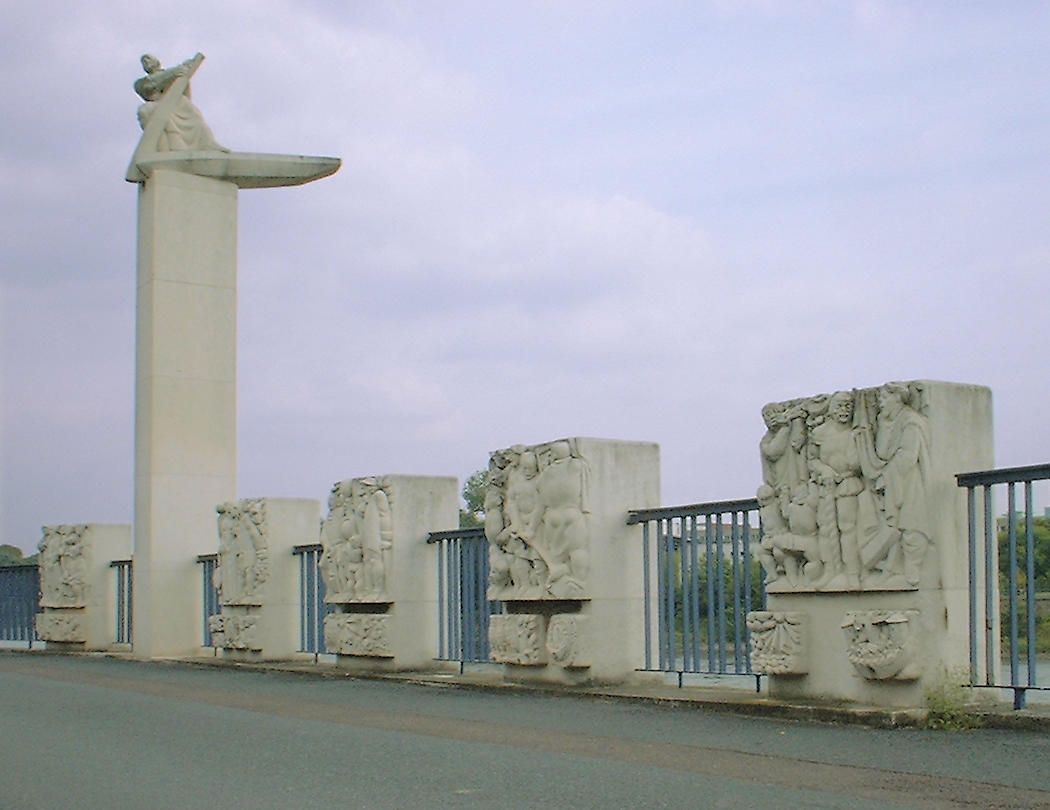
La statua Der Fährmann (Il traghettatore) e scene in rilievo di storia cittadina.

Magdeburgo è toccata da diversi itinerari turistici. La Elberadweg, la pista ciclabile sull'Elba, si snoda attraverso la città e tocca la cosiddetta Straße der Romanik, un intinerario turistico dedicato ai più importanti monumenti di età romanica di Magdeburgo e dintorni. Inoltre, la città è tappa dell'itinerario turistico su acqua Blaues Band, anch'esso riconducibile al progetto Gartenträume Sachsen-Anhalt riguardante parchi e giardini della Sassonia-Anhalt.
I più significativi edifici di Magdeburgo sono principalmente ubicati nel centro della città: la Rathaus Magdeburg, municipio cittadino, il Magdeburger Dom, la cattedrale cattolica e Ulrichsplatz.

### Architetture religiose
Sono di seguito indicate le chiese insieme al quartiere cittadino (Stadtteil) in cui sono edificate. Si tratta di chiese evangeliche, ad esclusione di dove espressamente indicato:
- Duomo. Il Duomo è simbolo cittadino, chiesa vescovile della Chiesa Evangelica della Kirchenprovinz Sachsen. Eretto fra il 1207 e il 1520 in prossimità dell'abbazia di San Maurizio, fu la prima opera costruita in Germania secondo il nuovo influsso dell'architettura gotica proveniente dalla Francia.
- Hoffnungskirche, Nord
- Kreuzkirche, Südwest
- Martin Gallus, Fermersleben
- Pauluskirche, Stadtfeld
- Reformationskirche, Rothensee
- Wallonerkirche (St. Augustini)
- St. Adalbert, Reform, cattolica
- St. Agnes, Neue Neustadt, cattolica
- St. Ambrosius, Sudenburg
- St. Briccius, Cracau
- St. Egidius, Sohlen
- St. Eustachius und Agathe, Diesdorf
- St. Gertraud, Salbke
- St. Gertrauden, Buckau
- St. Johannes Baptist, Salbke, cattolica
- St.-Johannis-Kirche
- St. Johann der Täufer
- St. Josef, Neu-Olvenstedt, cattolica
- St. Laurentius, Olvenstedt
- St. Mechthild, cattolica
- St. Nicolai, Neue Neustadt
- St. Petri, cattolica
- St. Petri, Beyendorf
- St. Sebastian, dal 1994 sede vescovile cattolica della Diocesi di Magdeburgo
- St. Sebastian, Lemsdorf
- St. Stephani, Altottersleben
- St. Stephanus, Westerhüsen

#### Chiese secolarizzate
- Kloster Unser Lieben Frauen, monastero di Nostra Signora. Altro simbolo cittadino, capolavoro dell'architettura romanica tedesca, risalente all'XI secolo e sopravvissuto ai bombardamenti della seconda guerra mondiale.
- Johanniskirche con il monumento a Lutero (rinnovata durante gli anni novanta del XX secolo)
- Magdalenenkapelle

### Architetture civili

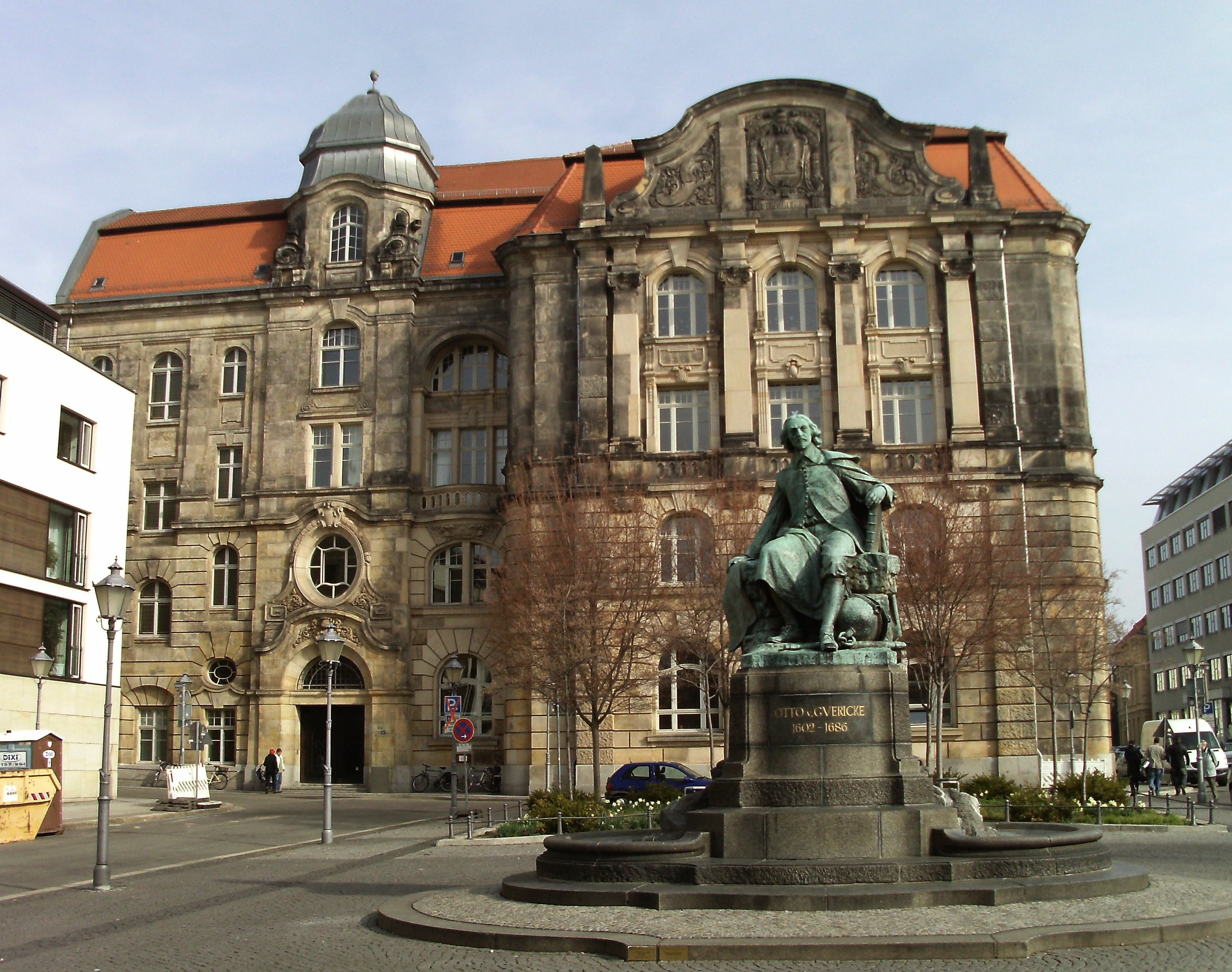
Il Municipio Nuovo.

- Altes Rathaus , Antico municipio della città.
- Neues Rathaus, il Nuovo municipio.
- Lantag Palast. Grandioso palazzo barocco sito sul lato nord della piazza del Duomo, oggi sede del Parlamento della Sassonia-Anhalt.

### Architetture militari
- Resti dell'antica Fortezza (Festung Magdeburg) situati all'interno del Grün Ring (Anello verde), quali il Bastione Prussiano (Bastion Preußen), la Caserma Mark (Kaserne Mark), la Kavaliere Maybachstraße, il Fürstenwall (Bastione dei principi) e il Bastion Cleve, parzialmente scavato
- Kiek in de Köken, torre militare risalente al XV secolo
- Festung Mark, la già citata Caserma Mark o Bastione Mark, parte del complesso di fortificazione cittadina

### Altro

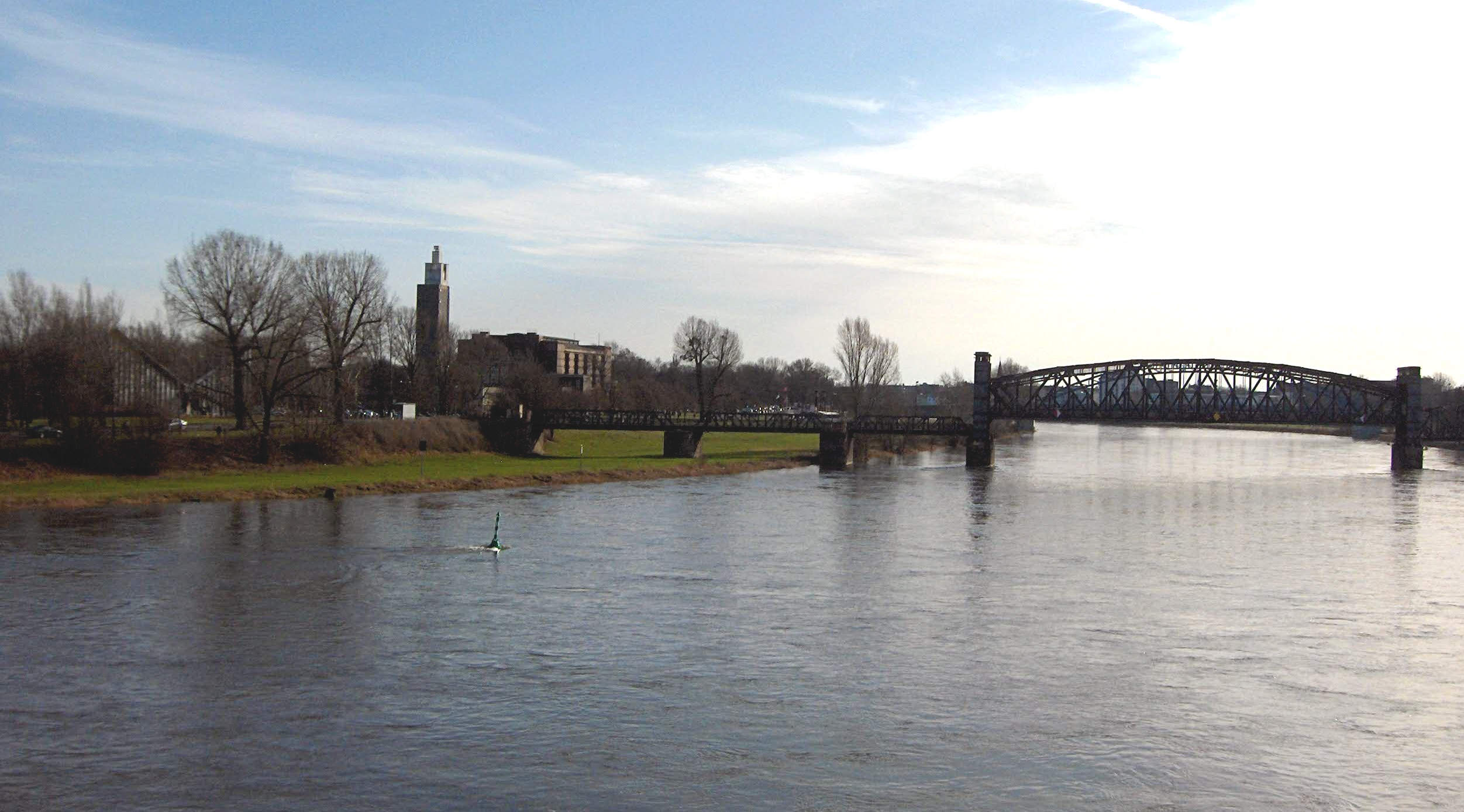
Vista su parco con il caratteristico Hubbrücke, ponte mobile.

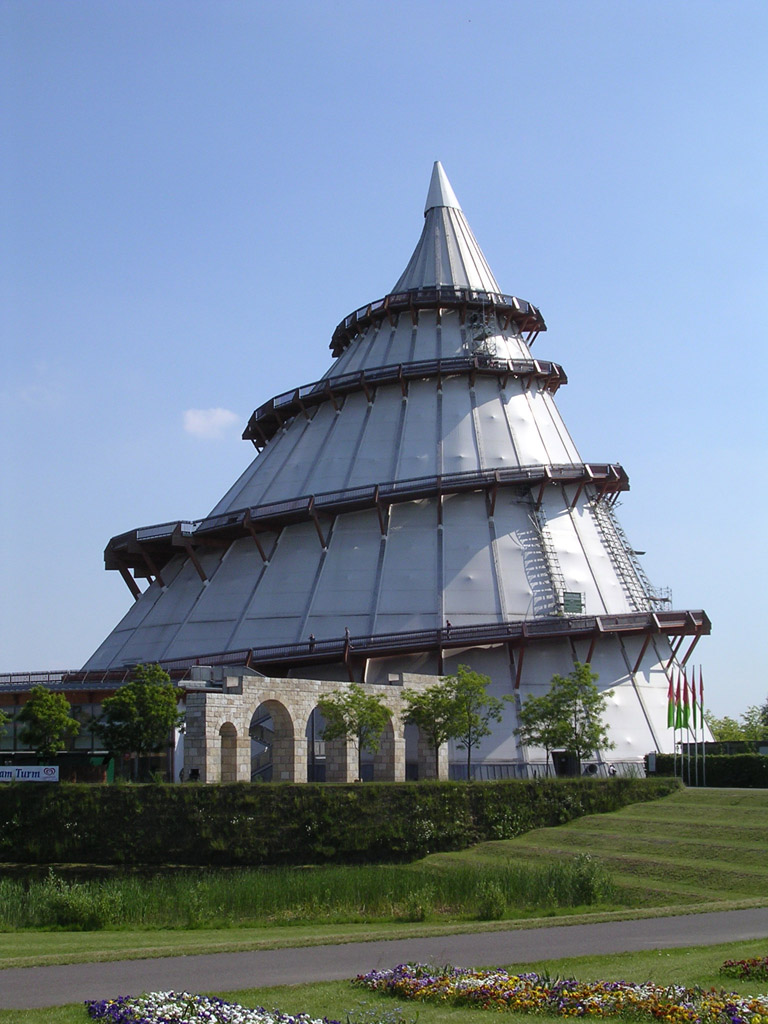
La Jahrtausendturm (Torre del Millennio).

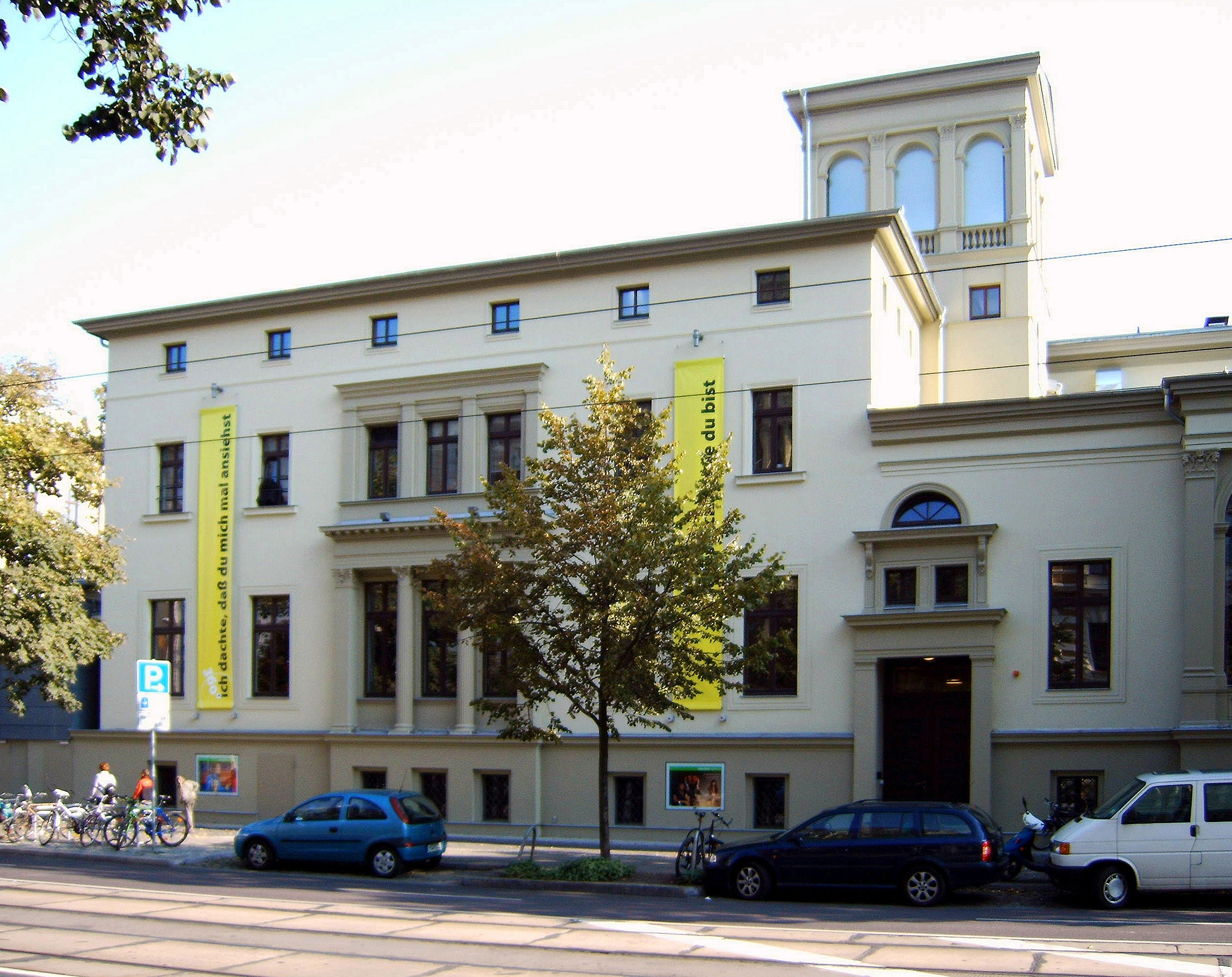
La Magdeburger Schauspielhaus, il teatro cittadino.

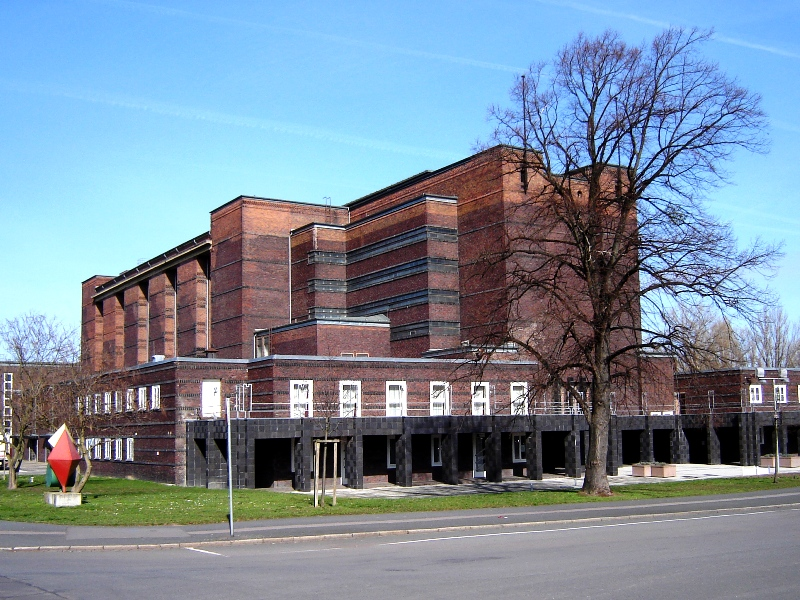
La Stadthalle, vista da sud-ovest.

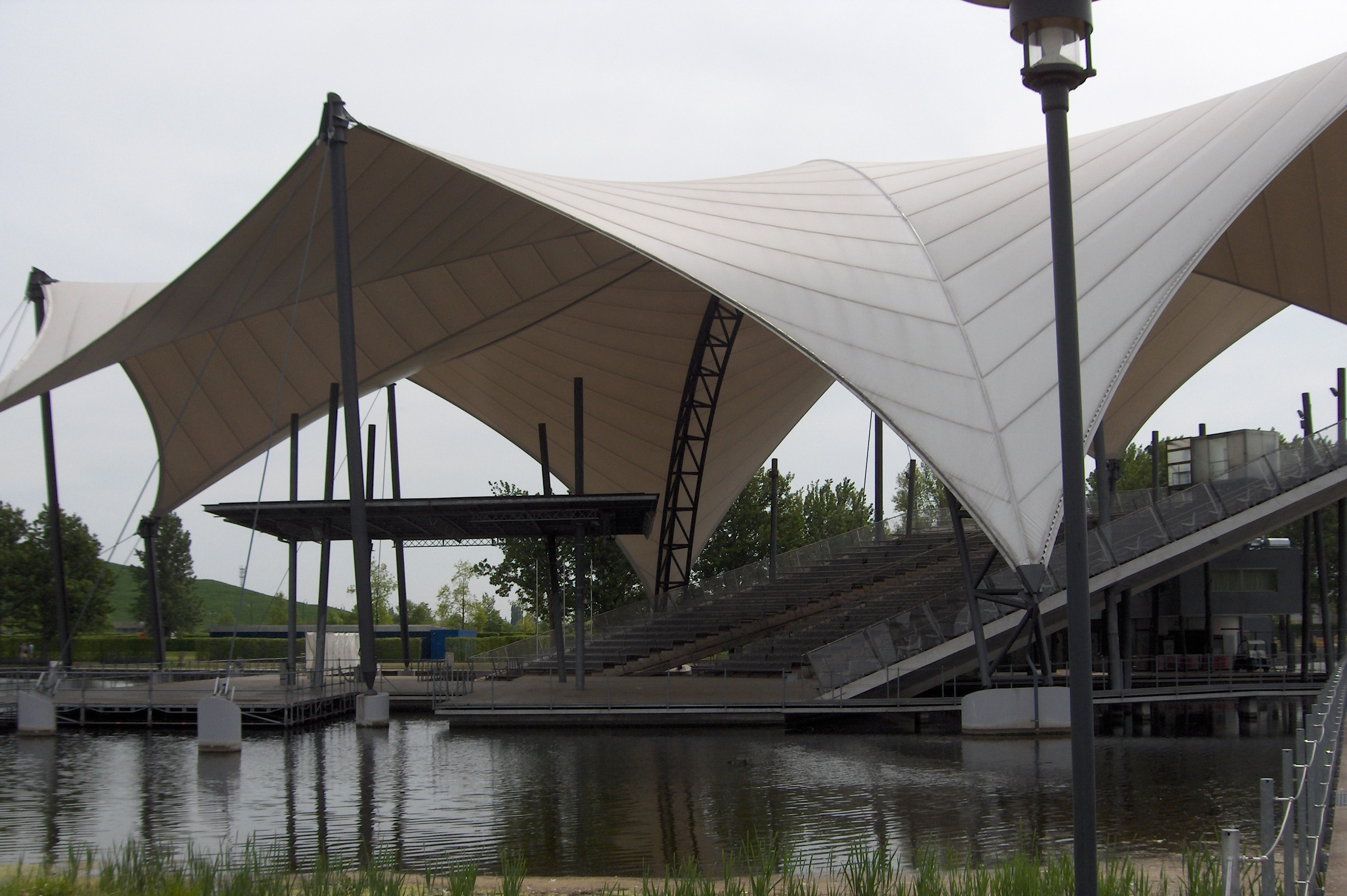
La struttura del Seebühne all'interno dell'Elbauenpark.

- Grüne Zitadelle, ultimo progetto disegnato da Friedensreich Hundertwasser
- Hyparschale, spazio multiuso situato all'interno del Rotehornpark
- Enercon-Haus, edificio amministrativo della Enercon, riconoscibile per la tipica onda simbolo della ditta posta alla base dello stabilimento di Rothensee
- Hasselbachplatz, la zona cittadina dei locali
- Hegelstraße, bella strada residenziale, quasi completamente ristrutturata
- Wasserstraßenkreuz, ponte-canale cittadino
- Schiffshebewerk Rothensee, sollevatore di imbarcazioni
- Sternbrücke, distrutto durante la seconda guerra mondiale e ricostruito nel 2005
- Hubbrücke, ponte mobile all'interno del Rothehornpark (chiuso nel 2005)
- La statua detta del Magdeburger Reiter, risalente al 1240, prima statua a tuttotondo realizzata a nord delle Alpi. Rappresenta probabilmente l'Imperatore Ottone I di Sassonia.
- La statua detta del Magdeburger Roland, posta nel 2005 all'ingresso della Ratskeller, i sotterranei del Municipio
- La fontana contemporanea del Faunbrunnen (Pozzo del fauno), opera di Heinrich Apel, situata in Leiterstraße per ricordarne la sua funzione di via commerciale, risalente al 1263.
- Luisendenkmal, monumento dedicato a Luisa di Meclemburgo-Strelitz, finanziato nel 2009 per realizzare ex novo il monumento rimosso nel 1963 dalla dirigenza della DDR[8]
- Lutherdenkmal, monumento dedicato a Martin Lutero
- Eisenbarthbrunnen, fontana dedicata a Johann Andreas Eisenbarth
- Bördelandhalle, principale centro polifunzionale della Sassonia-Anhalt
- AMO – Sala congressi
- Altes Theater in Jerichower Platz – Centro culturale e sala convention
- Stadthalle
- Seebühne nell'Elbauenpark
- Messe Magdeburg, fiera cittadina
- Sala concerti „Georg Philipp Telemann“, all'interno del Monastero di Nostra Signora
- Gesellschaftshaus in Klosterbergegarten – costruita da Friedrich Schinkel, riaperta nel 2005, ospita in tre sale concerti di musica classica
- Projekt 7, club notturno della Otto-von-Guericke-Universität.
- Factory, luogo di ritrovo per concerti di musica moderna (rock, pop, metal, indie, ecc.), ricavato dal riuso di un vecchio complesso industriale nel sud della città
- Kulturwerk Fichte
- Prinzzclub
- Kunstkantine
- Thiem 20 – Haus für junge Kunst, vecchia stazione dei Vigili del Fuoco adibita a centro artistico
- Funpark-Magdeburg
- Memoriale del sottocampo Polte-Magdeburgo – dedicato alla commemorazione della vittime del sottocampo del campo di concentramento di Buchenwald Polte-Werke di Magdeburgo.

#### Centri commerciali
I centri commerciali in città sono per la maggior parte risalenti all'epoca successiva alla riunificazione. La presenza di tali strutture di vendita al dettaglio pare inferiore rispetto alla media caratterizzante altre città all'incirca della stessa dimensione.
Principali centri commerciali sono:
- Allee-Center
- City Carré
- Ulrichshaus
- Karstadt
- Bördepark
- Florapark
- Pfahlberg

## Società

### Sviluppo demografico
La popolazione della città di Magdeburgo ammontava nel 1840 a circa 50 000 unità, per poi raddoppiare e giungere a quota 100 000 già nel 1880, raggiungendo così lo status di Großstadt. Nel 1939 la popolazione raggiunse il proprio massimo storico di 346 600 abitanti. Dal 1989 al 2005, la città ha perso - a causa delle migrazioni, della suburbanizzazione e della diminuzione del tasso di natalità - circa 60 000 abitanti, passando da oltre 290 000 a 230 000 abitanti. Il 31 dicembre 2009, la popolazione ufficiale di Magdeburgo era stimata in 230 263 abitanti.

### Religione

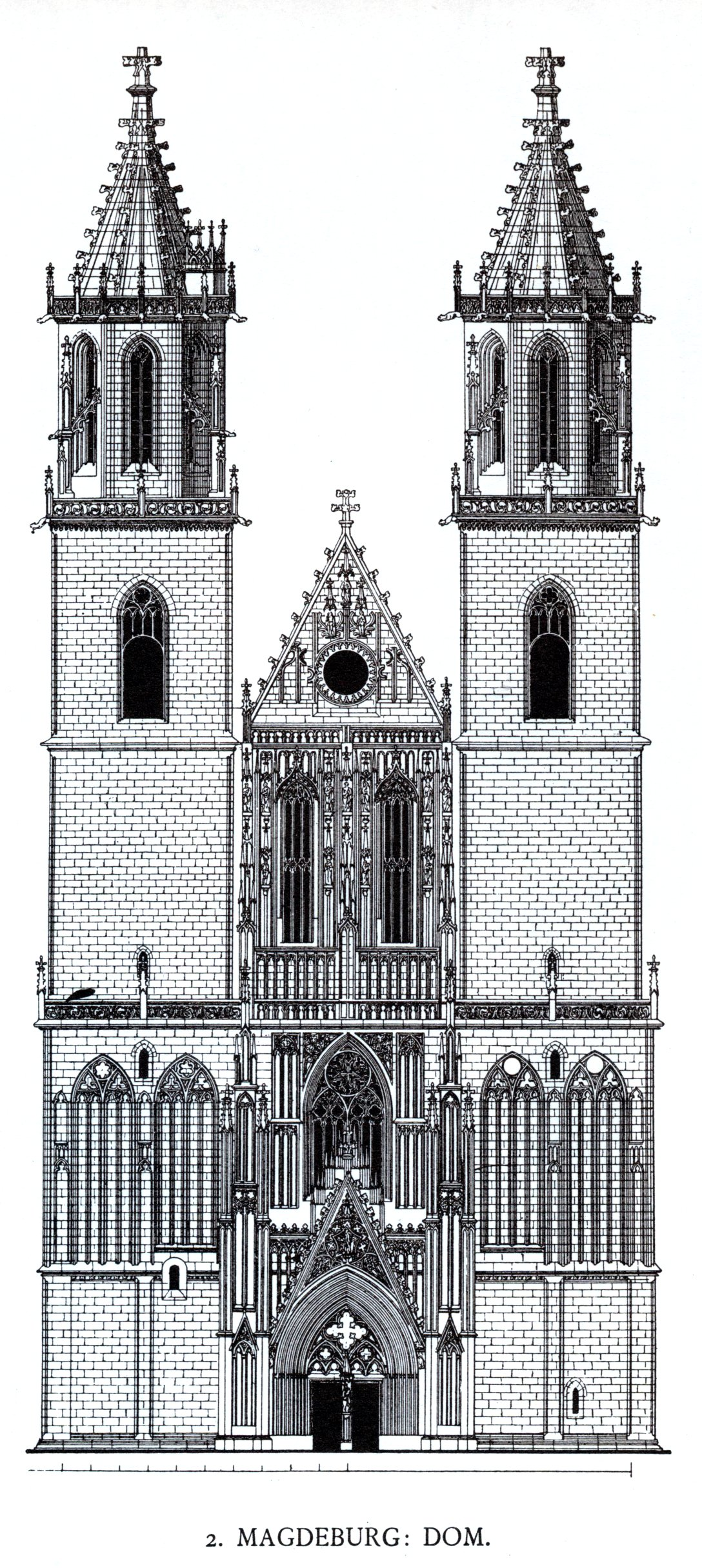
Prospetto principale del Duomo di Magdeburgo, disegno di Georg Dehio e Gustav von Bezold, 1887.

Circa l'86 percento della popolazione di Magdeburgo è aconfessionale. Oltre alle due großen Kirchen - la chiesa evangelica con 9% e la chiesa cattolica romana con il 4% della popolazione cittadina - sono presenti in città comunità riconducibili ad altre chiese cristiane (circa lo 0,6%) e ad altri gruppi religiosi, tra cui una comunità islamica e due comunità ebraiche (circa lo 0,3% della popolazione). Le ultime sono costituite soprattutto da immigrati provenienti dall'ex Unione Sovietica, e, raggiungendo quota 600 membri, costituiscono una delle maggiori comunità ebraiche di tutta la Germania orientale.

#### Storia ecclesiastica
La città di Magdeburgo era inizialmente posta sotto il comando del Principato vescovile di Halberstadt. Dal 937 venne fondato il Monastero di San Maurizio, che dal 962 divenne il convento della Cattedrale. Sei anni dopo venne istituita l'Arcidiocesi di Magdeburgo. Erano originariamente parte dell'Arcidiocesi cittadina anche le diocesi di Merseburg, Zeitz-Naumburg, Meißen (soppressa durante il XV secolo), Brandenburgo e Havelberg. In Magdeburgo si stabilirono anche gli ordini mendicanti dei Francescani (1223) e dei Domenicani (1224), che fino all'introduzione della Riforma protestante, mantennero in città sedi e uffici.

#### Chiesa evangelica

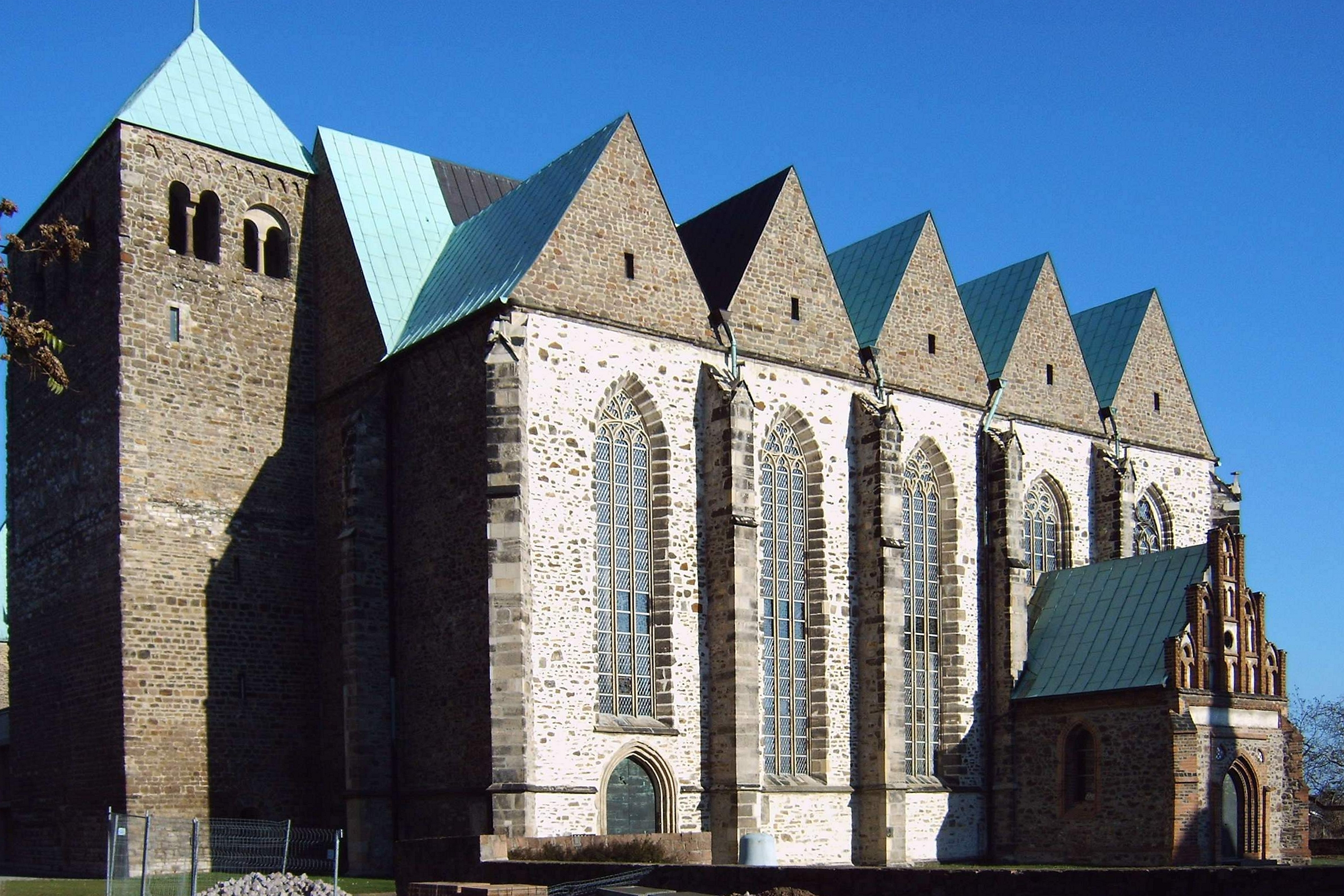
La Petrikirche, vista da Sud.

Proprio in Magdeburgo fu tenuto, nel 1521, il primo sermone protestante. Il Consiglio portò ben presto in tutta la città la Riforma. Nel 1563 anche l'Arcivescovo si avvicinò alla dottrina luterana e quattro anni dopo venne tenuto il primo sermone protestante in duomo. I pochi cattolici rimasti in città furono quindi assistiti dall'Agnetenkloster, il monastero di Sant'Agnese nella zona di Neustadt. Nel 1628 il Convento di Nostra Signora tornò nuovamente ad essere cattolico. Dal 1685 si stabilirono in città anche gli Ugonotti, nel 1689 fu riformata la Pfälzer Kolonie (Colonia Palatina), sicché ben presto si formarono anche due comunità protestanti, costituente ognuna una comunità politica. In seguito all'annessione alla Prussia ed alla fusione nel 1817 delle comunità luterane e riformate all'interno di un'unica Comunità (Unierte Kirche), le chiese protestanti di Magdeburgo divennero parte dell'Evangelische Kirche in Preußen - partecipando, più precisamente, alla Kirchenprovinz Sachsen, la provincia ecclesiastica di Sassonia - la cui guida fu, come Summus episcopus, il re di Prussia, sia dal punto di vista secolare che in qualità di soprintendente spirituale.
Dopo l'esclusione del Governo dal controllo della Chiesa, avvenuto nel 1918, la Chiesa evangelica prussiana modificò nel 1922 il proprio ordinamento ecclesiastico, assumendo la denominazione di Evangelische Kirche der altpreußischen Union (Chiesa evangelica dell'Unione dell'antica Prussia), mentre venne mantenuta immutata la denominazione della provincia ecclesiastica di Sassonia. Nel 1947 questa divenne a propria volta una chiesa nazionale indipendente, la Evangelische Kirche der Kirchenprovinz Sachsen (Chiesa evangelica della provincia ecclesiastica di Sassonia), con un proprio vescovo alla guida. La chiesa vescovile divenne il duomo di Magdeburgo. Il 1º gennaio 2009 la Chiesa evangelica della provincia ecclesiastica di Sassonia e la Chiesa evangelica della Turingia si sono fuse nell'Evangelische Kirche in Mitteldeutschland (EKM), la Chiesa evangelica della Germania Centrale. Magdeburgo è rimasta sede vescovile, ed ospita dal 29 agosto dello stesso anno il primo vescovo donna nei territori dell'ex Germania Est, risultante dalla fusione della Chiesa evangelica della provincia di Sassonia e la Chiesa evangelica luterana in Turingia, la Chiesa evangelica in Germania centrale (EKM). Vescovo della EKM è Magdeburgo, dove il 29 agosto 2009, il primo vescovo in Germania Est, Ilse Junkermann.
Le comunità ecclesiastiche cittadine appartenevano fino al 2008 - ad eccezione delle comunità appartenenti alla Selbständige Evangelisch-Lutherische Kirche e delle Chiese Libere - alla Kirchenkreis di Magdeburgo, facente parte del rettorato di Magdeburg-Halberstadt, la cui sede era comunque a sua volta ospitata in città. Con l'istituzione dell'EKM, la Kirchenkreis di Magdeburgo è ora parte del rettorato di Stendal-Magdeburg, la cui sede è divenuta Stendal.
La congregazione evangelico-riformata della città appartiene alla Kirchenkreis riformata, interna alla EKM; inoltre, ulteriori comunità cittadine facenti riferimento alla EKM sono quelle battiste, metodiste e avventiste, oltre a numerose Chiese libere evangeliche.

#### Chiesa cattolica romana
Durante il XIX secolo aumentò in città il numero di cattolici presenti. Tra il 1821 ed il 1930 dell'Arcidiocesi di Paderborn. Dopo la seconda guerra mondiale, divenne sempre più difficile per l'arcivescovo riuscire ad esercitare il proprio ufficio nella parte orientale dell'arcidiocesi: venne pertanto inviato dal 1946 un Vicario generale, che nel 1949 divenne Vescovo ausiliare. Con la riorganizzazione della chiesa cattolica nella Germania Est, i territori situati nella porzione orientale dell'Arcidiocesi vennero separati formalmente nel 1972 ed elevati al titolo di episcopato. A capo di questo venne posto un amministratore apostolico con il titolo di Vescovo. L'8 luglio 1994 la Diocesi di Magdeburgo divenne suffraganea dell'Arcidiocesi di Paderborn. Le parrocchie di Magdeburgo fanno riferimento oggi al Decanato di Magdeburgo, parte dell'omonima Diocesi.

## Cultura

### Istruzione

#### Università
- Otto-von-Guericke-Universität: L'università, che deve il proprio nome allo scienziato, inventore e sindaco di Magdeburgo Otto von Guericke, ha ricevuto l'attuale denominazione nel 1993. Attiva dal 1953 e nota in precedenza dapprima come Technische Hochschule e in seguito come Technische Universität Magdeburg, l'istituto ospitava inoltre l'Accademia di Medicina e l'Università dell'Educazione cittadine. Rappresenta uno degli ateneo più recenti della Germania.
- Hochschule Magdeburg-Stendal: Fondata nel 1991 (originariamente Fachhochschule Magdeburg), si occupa nei propri corsi soprattutto di ingegneria.

#### Istituti
- Max-Planck-Institut für Dynamik komplexer technischer Systeme[10]
- Fraunhofer-Institut für Fabrikbetrieb und -automatisierung (IFF)[11]
- Leibniz-Institut für Neurobiologie (IfN),[12] istituto di neurobiologia
- Zentrum für Neurowissenschaftliche Innovation und Technologie (ZENIT),[13] centro per l'innovazione e la tecnologia delle neuroscienze
- Institut für Automation und Kommunikation (Ifak),[14] istituto per l'automazione e la comunicazione.
- Helmholtz-Zentrum für Umweltforschung,[15] una delle sei sedi del Centro Helmholtz per la ricerca ambientale
- Zentrum für qualitative Bildungs-, Beratungs- und Sozialforschung (ZBBS)[16]

#### Musei

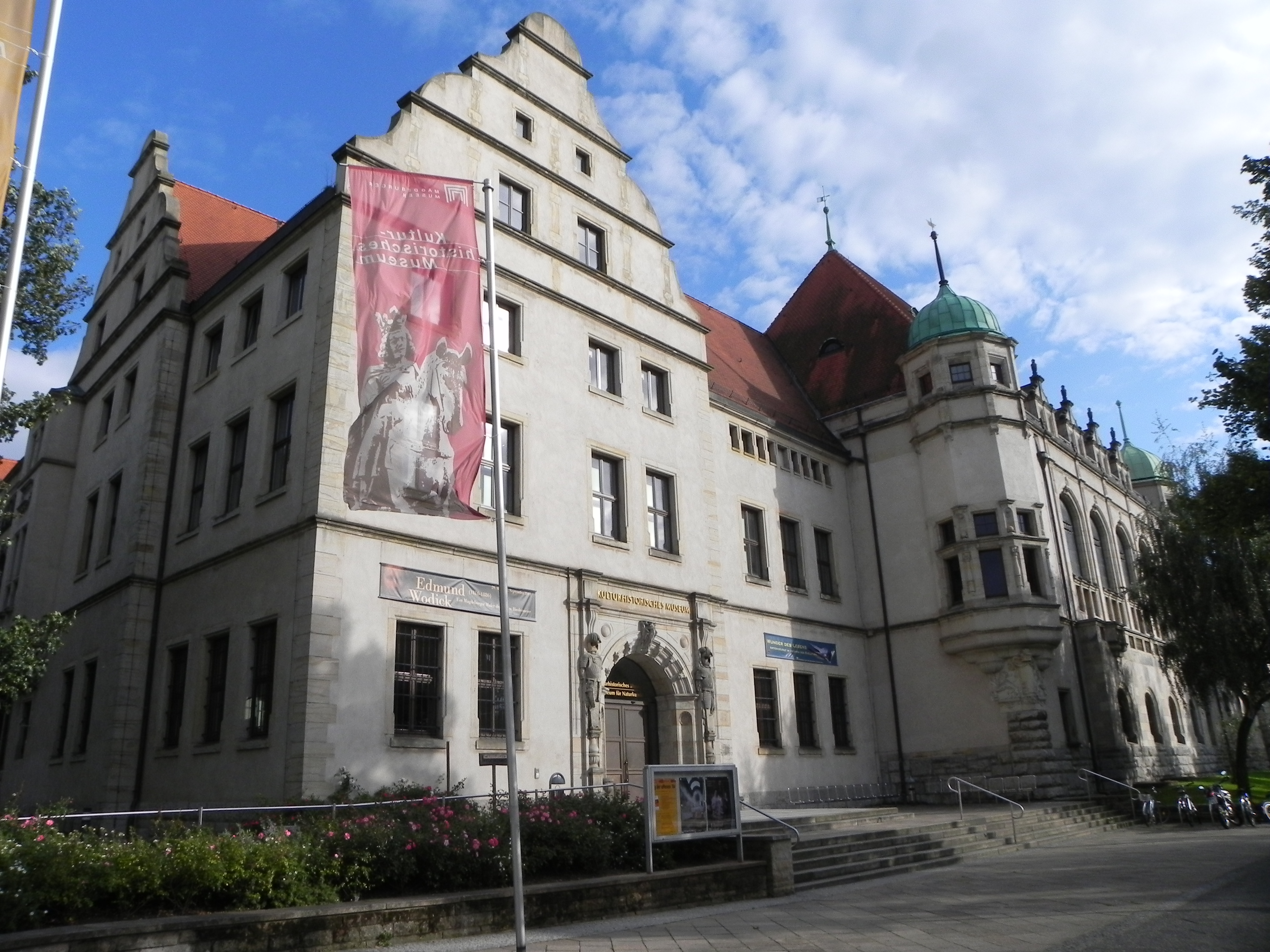
Il Museo della Storia di Magdeburgo.

- Kulturhistorisches Museum Magdeburg, Museo di Storia della città
- Museum für Naturkunde Magdeburg, museo di storia naturale
- Technikmuseum Magdeburg, museo della tecnica
- Kunstmuseum Magdeburg, galleria d'arte citatdina
- Otto-von-Guericke-Museum, nel quartiere di Lukasklause
- Jahrtausendturm – 6000 anni di ricerca, museo della storia dello sviluppo umano
- Circusmuseum Magdeburg nel quartiere di Buckau
- Museumsschiff Württemberg, con il museo della storia della navigazione sul fiume Elba
- Historische Schiffmühle, nave-mulino a Petriförder
- Steinzeithaus Randau, museo sull'Età della pietra
- Villaggio slavo di Pechau, insediamento situato nella zona ad est del fiume Elba risalente ai secoli VIII-XII

### Media

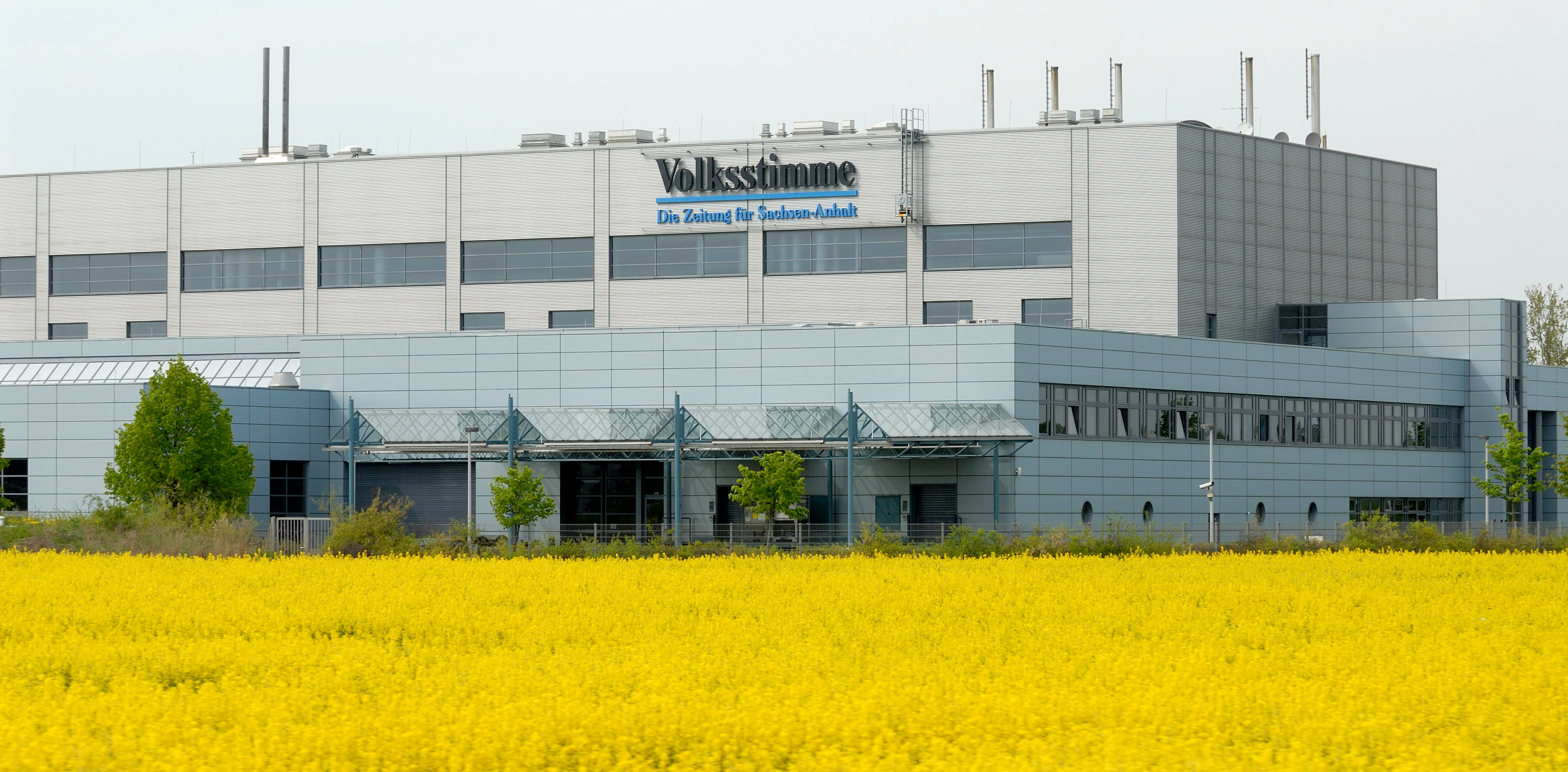
La sede del quotidiano cittadino Volksstimme.

Si trova in città la sede per il proprio Land della Mitteldeutscher Rundfunk (MDR), la radio pubblica di Turingia, Sassonia e Sassonia-Anhalt. Il principale quotidiano cittadino è il Volksstimme, sebbene la città ospiti anche una redazione locale della Bild. Come settimanale, è presente in città dal 1992 il Magdeburger Sonntag; a ciò si aggiunge l'uscita, due volte a settimana, del General-Anzeiger della Sassonia-Anhalt e, dal 2009 dell'Elbekurier.
È pubblicata inoltre in città, dal 993, la rivista economica con diffusione all'interno del Land Wirtschaftsspiegel. Sono pubblicati mensilmente i cosiddetti Stadtmagazin (Giornali cittadini) Dates (tiratura: 28 000 copie circa), Kulturfalter (tiratura: 15 000 copie circa) e Urbanite (tiratura: 30 000 copie circa).
Il Magdeburger Kurier viene pubblicato mensilmente dal 1994 ed è rivolto ai cittadini pensionati; dal 2006 esce la rivista dedicata al tempo libero Wohin, in due edizioni per la Sassonia-Anhalt.
In città ha sede inoltre l'emittente televisiva a carattere regionale MDF.1 e una Televisione ad accesso pubblico. Due emittenti radiofoniche private hanno invece sede nell'Hansapark: Radio SAW e Rockland Sachsen-Anhalt.

### Teatri

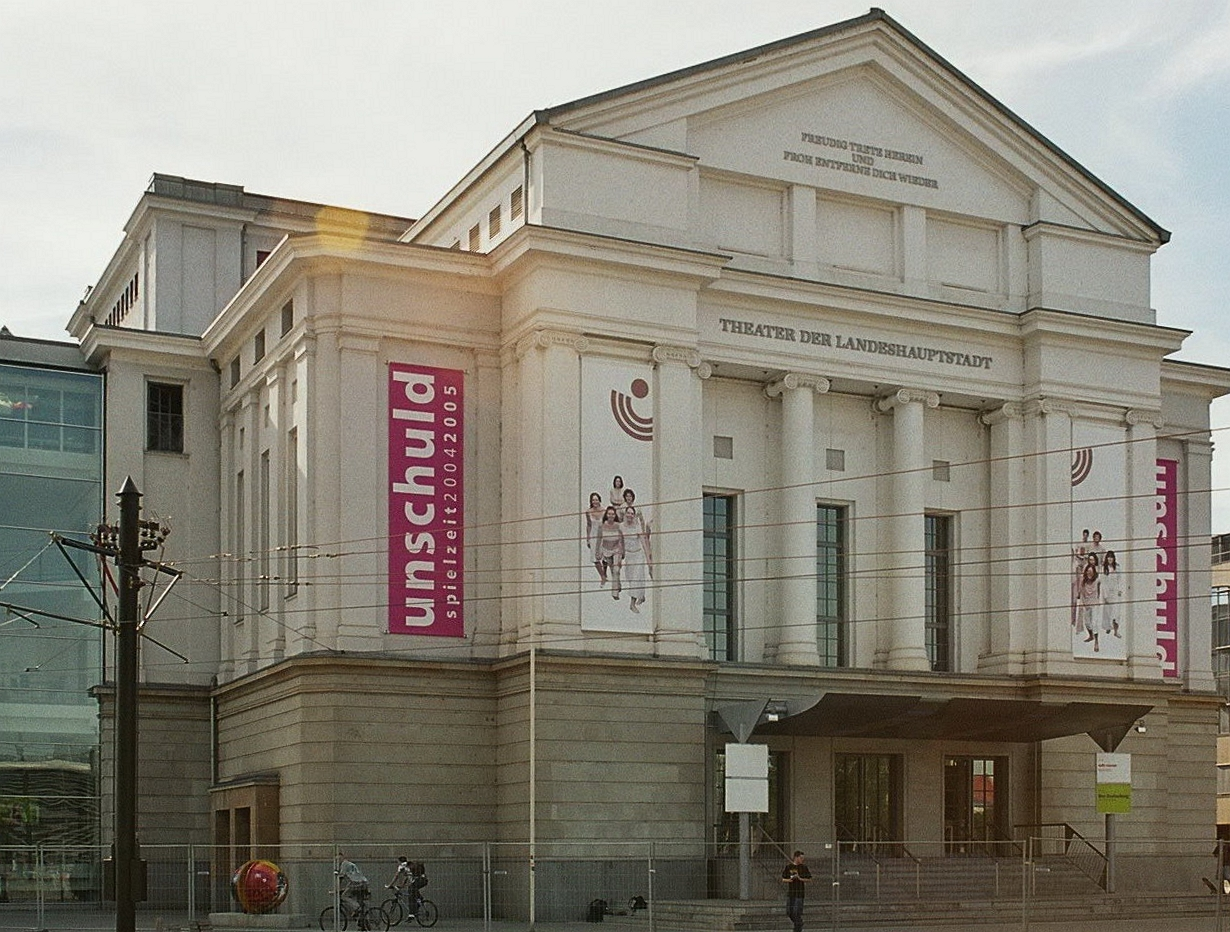
La Opernhaus di Magdeburgo, il teatro dell'opera.

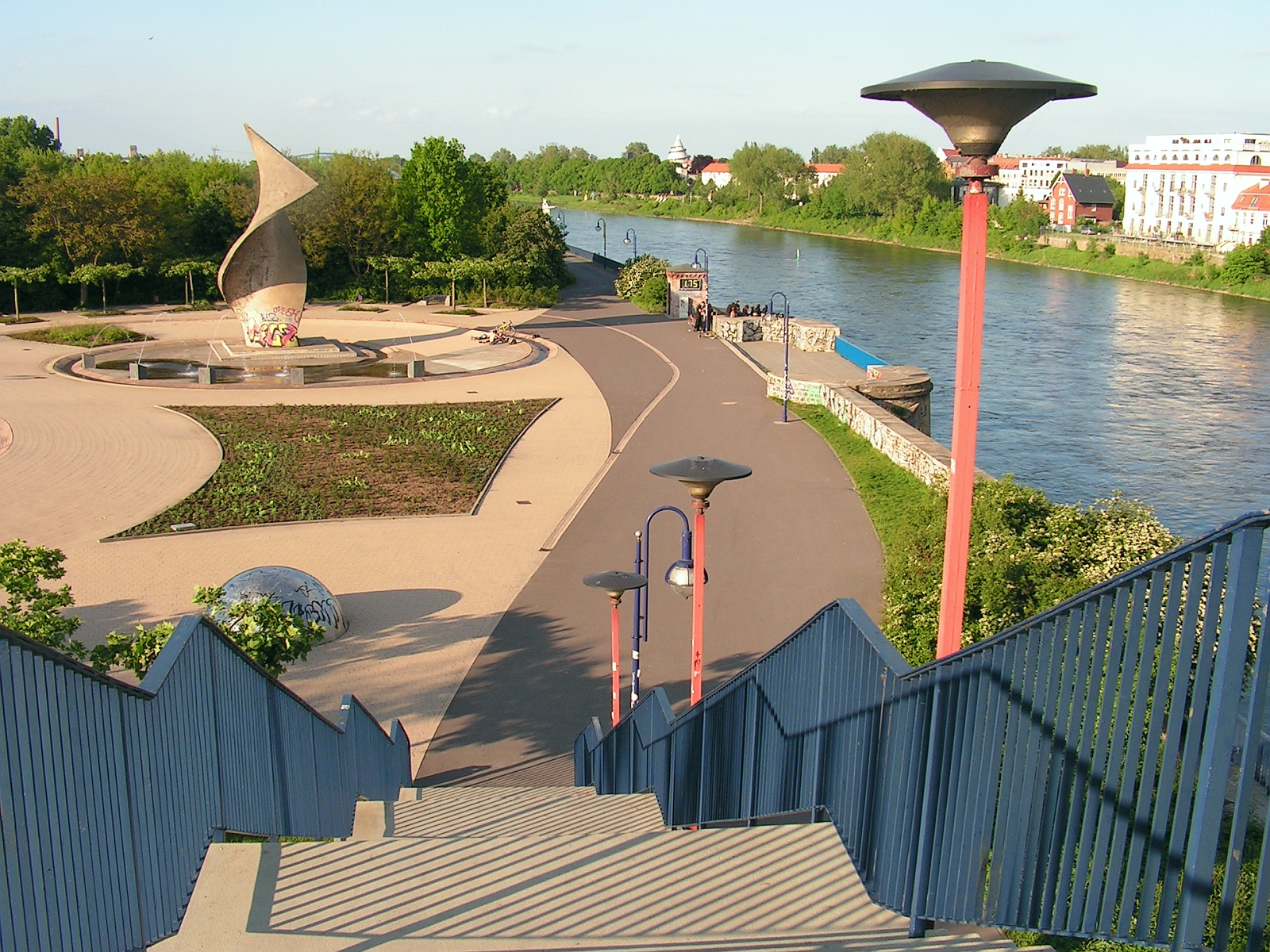
Passeggiata lungo l'Elba, con la statua detta Arbeiterfahne.

- Theater Magdeburg (dramma, teatro musicale, orchestra filarmonica, balletto, teatro per giovani e circolo giovanile freijungundwild)
- Teatro delle marionette di Magdeburgo (Puppentheater Magdeburg), teatro dei burattini
- Theater an der Angel
- Improvisationstheater Hechtsprung, teatro d'improvvisazione

### Cabaret
- Magdeburger Zwickmühle
- ... nach Hengstmanns
- vi sono inoltre esibizioni al Magdeburger Feuerwache, un centro socio-culturale della città, ed al cabaret studentesco Prolästerat für Studienungelegenheiten.

### Relax e tempo libero

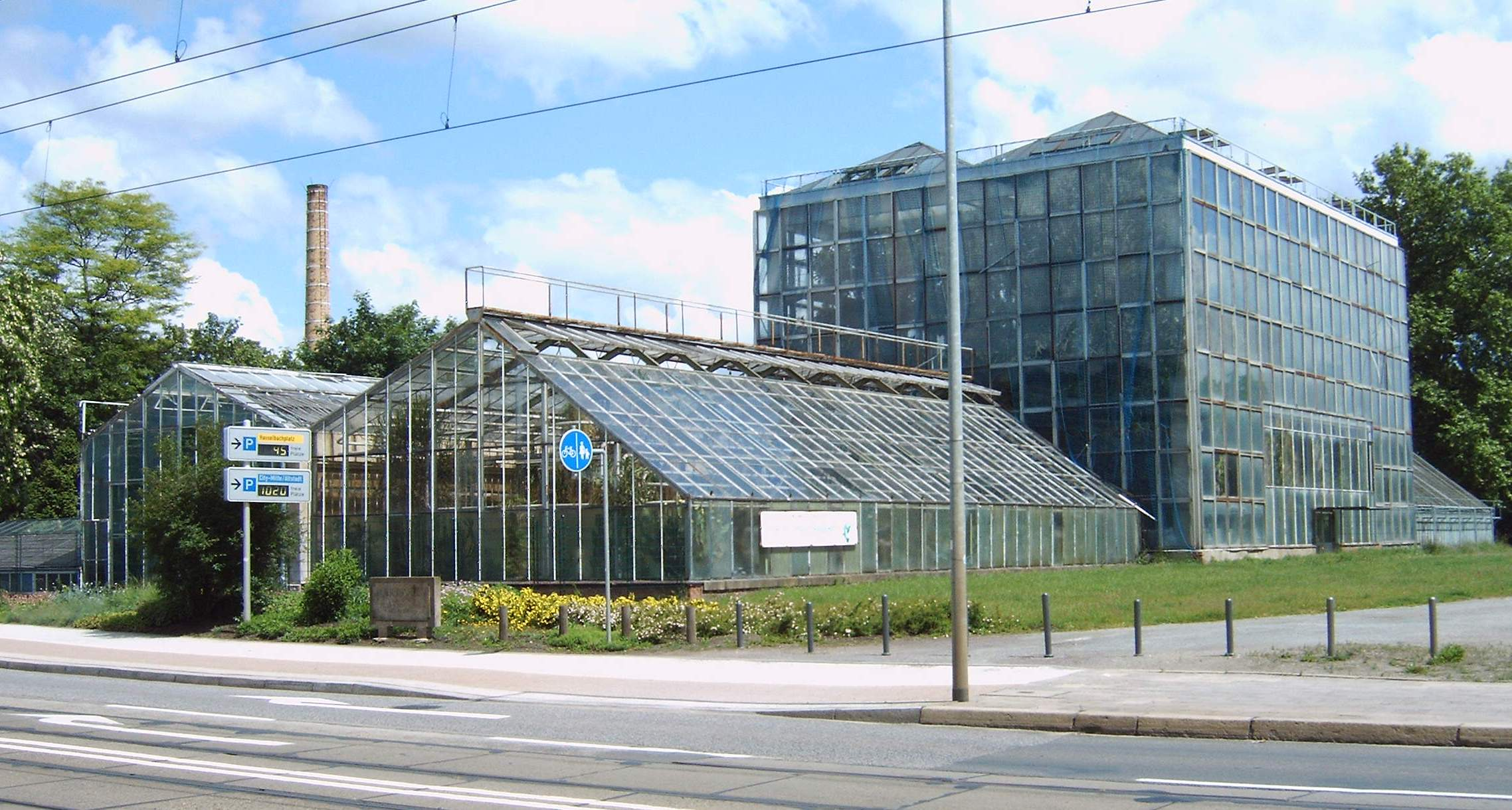
Il giardino botanico del Gruson-Gewächshäuser.

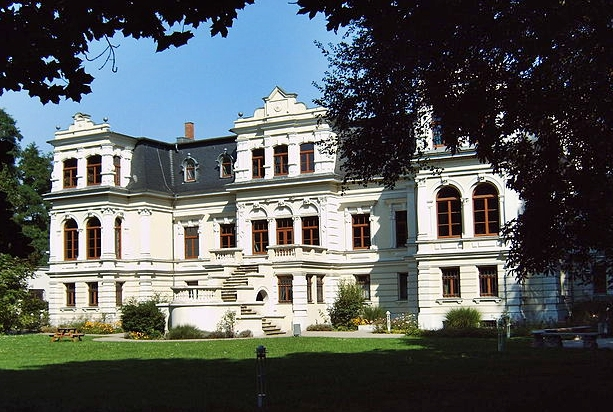
La Villa Amtsgarten nell'omonimo parco.

- Zoologischer Garten Magdeburg, giardino zoologico cittadino
- Gruson-Gewächshäuser, giardino botanico
- Cinema multisala (CinemaxX, Village Cinemas, Studiokino, OLi-Lichtspiele)
- Spielbank Magdeburg
- Erlebnisbad Nautica ed altre piscine pubbliche
- Elberadweg, pista ciclabile sull'Elba
- Numerosi parchi pubblici ed aree verdi, tra cui:
  - Elbauenpark - in cui è stata ospitata l'edizione 1999 del Bundesgartenschau - e Herrenkrugpark, che insieme ricoprono una superficie di 250 ettari; i parchi sono affiliati alla rete Gartenträume Sachsen-Anhalt per la conservazione del patrimonio verde del Land
  - Stadtpark Rotehorn: occupa oltre 200 ettari di superficie adibita a parco; anch'esso affiliato alla Gartenträume Sachsen-Anhalt
  - Glacis
  - Klosterbergegarten, il primo parco pubblico realizzato in Germania; anch'esso affiliato alla Gartenträume Sachsen-Anhalt
  - Vogelgesangpark, entro cui è compreso il Giardino Zoologico
  - Goetheanlagen
  - Schneidersgarten
  - Elbuferpromenade
  - Nordpark
  - Geschwister-Scholl-Park
  - Volkspark Westerhüsen
  - Amtsgarten Ottersleben
  - Florapark
  - Materlikanlage, Fürstenwall, Möllenvogtei

### Specialità culinarie
Principali specialità culinarie locali sono il Bötel (stinco), il Gehacktesstippe (piatto a base di sugo di carne) e il Pottsuse.

### Manifestazioni
- gennaio: Meile der Demokratie
- marzo/aprile: Magdeburger Telemann-Festtage (anni pari); Internationaler Telemann-Wettbewerb (anni dispari); Orgelfesttage im Kloster, festival di organistica; Magdeburger Frühjahrsmesse, fiera di primavera, con l'installazione del luna park per tre settimane e la Kleinen Stadtmarsch sulle rive dell'Elba
- maggio: Magdeburger Literaturwochen, settimana della letteratura; Elbauennacht
- Pentecoste: Festa cittadina
- giugno: Historienspektakel; New Orleans Jazz Festival in Herrenkrug
- luglio/agosto: Kreuzgangserenaden im Dom; Sommer-Open-Air, esibizioni serali all'aperto del teatro cittadino
- agosto: BallonMagie-Tage nell'Elbauenpark; Christopher Street Day, denominazione usata in Germania per i gay pride
- settembre: Landeserntedankfest; Jazzfestival DIAGONALE; Kunstfestival Magdeburg; OMMMA(Ostmobil-Meeting Magdeburg)'; Magdeburger Herbstmesse
- ottobre: Kulturfesttage; Drachenfest e Lichterfest; Internationales Tanzturnier; Ball der Wirtschaft
- novembre: Mostra video degli studenti di grafica e design dell'Università
- dicembre: Mercato natalizio

## Geografia antropica

### Suddivisioni amministrative
La città di Magdeburgo è divisa in 40 distretti (Stadtteile). In alcuni distretti vi sono ulteriori suddivisioni che si sono affermate nel corso della storia. Si tratta per lo più nuovi quartieri o di alcune zone residenziali, i cui limiti possono essere ancora abbastanza fluidi. Sono comunque indicati nella seguente tabella sotto i rispettivi distretti.
| - Alt Olvenstedt - Alte Neustadt - Altstadt - Barleber See - Berliner Chaussee - Friedensweiler - Hammelberg - Neugrüneberg - Puppendorf - Beyendorfer Grund - Beyendorf-Sohlen - Brückfeld (in precedenza Friedrichstadt) - Buckau - Cracau - Diesdorf - Fermersleben - Gewerbegebiet Nord - Großer Silberberg - Herrenkrug - Hopfengarten - Lindenhof | - Industriehafen - Kannenstieg - Kreuzhorst - Leipziger Straße - Schilfbreite - Lemsdorf - Neu Olvenstedt - Neue Neustadt - Neustädter Feld - Birkenweiler - Neustädter See - Eichenweiler - Nordwest („Texas“) - Ottersleben - Groß Ottersleben - Klein Ottersleben - Benneckenbeck - Friedenshöhe (ex Georgshöhe) - Goethe-Siedlung (ex Elisengrund) - Pechau | - Prester - Neu-Prester - Randau-Calenberge - Randau - Calenberge - Reform - Gartenstadt - Karl-Liebknecht-Siedlung - Planetensiedlung - Rothensee - Salbke - Lüttgen-Salbke - Wolfsfelde - Spionskopf - Stadtfeld Ost (in precedenza Wilhelmstadt) - Stadtfeld West (in precedenza Wilhelmstadt) - Lindenweiler - Sudenburg - Sülzegrund - Werder - Westerhüsen - Zipkeleben |

### Comuni confinanti
Magdeburgo confina con i seguenti Comuni, in senso orario partendo da nordovest:
- nel circondario (Landkreis) di Jerichower Land: Biederitz
- nel circondario del Salzland: Schönebeck e Bördeland
- nel circondario della Börde: Sülzetal, Wanzleben-Börde, Hohe Börde, Barleben e Wolmirstedt

## Economia

### Industria
Magdeburgo ha sempre rappresentato un importante centro economico. Durante il XIX secolo erano ospitate in città alcune tra le imprese leader nel campo ingegneristico, in particolare quelle di Rudolf Ernst Wolf e Hermann Gruson. Tali imprese rappresentarono la base per il futuro divenire industriale di Magdeburgo, definita durante gli anni della DDR come Stadt des Schwermaschinenbaus, la città delle macchine pesanti. Nel maggio del 1951 lo stabilimento da 11 500 operai della Krupp-Gruson situato nel quartiere di Buckau venne rinominato Ernst Thälmann-Werk (SKET), divenendo uno dei principali Kombinat (imprese) della Germania Est. In seguito alla Wende, i grandi colossi industriali hanno lasciato il posto per lo più a piccole imprese o a nuove imprese private, come SKET, Enercon, FAM, Euroglass ed altre.
Particolarmente sviluppata è l'industria legata alla ricerca, che include, tra i molti istituti coinvolti, anche le due università, cittadine. Negli ultimi 20 anni, tuttavia, il settore dei servizi ha aumentato in modo sostanziale il proprio peso, divenendo attualmente la principale fonte di impiego.

## Infrastrutture e trasporti

### Strade

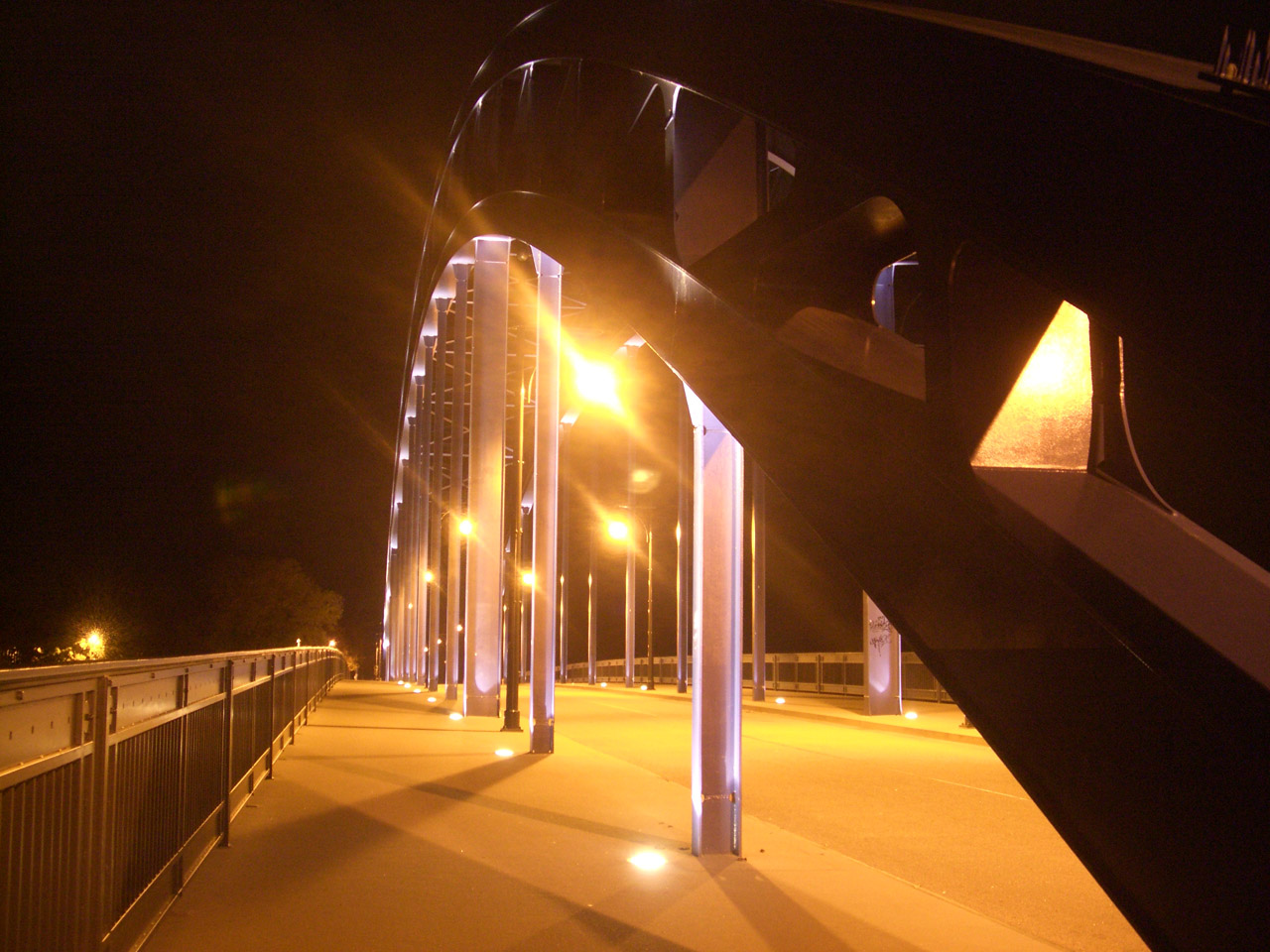
Lo Sternbrücke, ricostruito dopo la riunificazione.

Anche per quanto concerne la rete stradale, Magdeburgo rappresenta un punto nodale. A nord corre la dorsale Est-Ovest della Bundesautobahn 2 (o BAB 2), l'autostrada Dortmund-Berlino, che incrocia proprio a Magdeburgo la BAB 14, autostrada che percorre longitudinalmente l'ex Germania Est, in fase di completamento con il progettato congiungimento di Magdeburgo a Schwerin.
Sempre in direzione Est-Ovest corre la Bundesstraße 1 (B1), la strada statale che attraversa interamente la Germania dal confine con i Paesi Bassi ad Aquisgrana fino al confine con la Polonia a Küstriner Vorland. In città incrocia la statale B184, che porta a Dessau. Ancora in direzione nord-sud corrono le Bundesstraßen B71, B81 e B189: queste portano al Magdeburger Ring, una tangenziale che passa ad ovest del centro della città.
In città si trovano due ponti ferroviari sull'Elba su cui è ammesso anche il traffico stradale, mentre lo Sternbrücke è accessibile solo ai Taxi ed al trasporto pubblico.

### Ferrovie

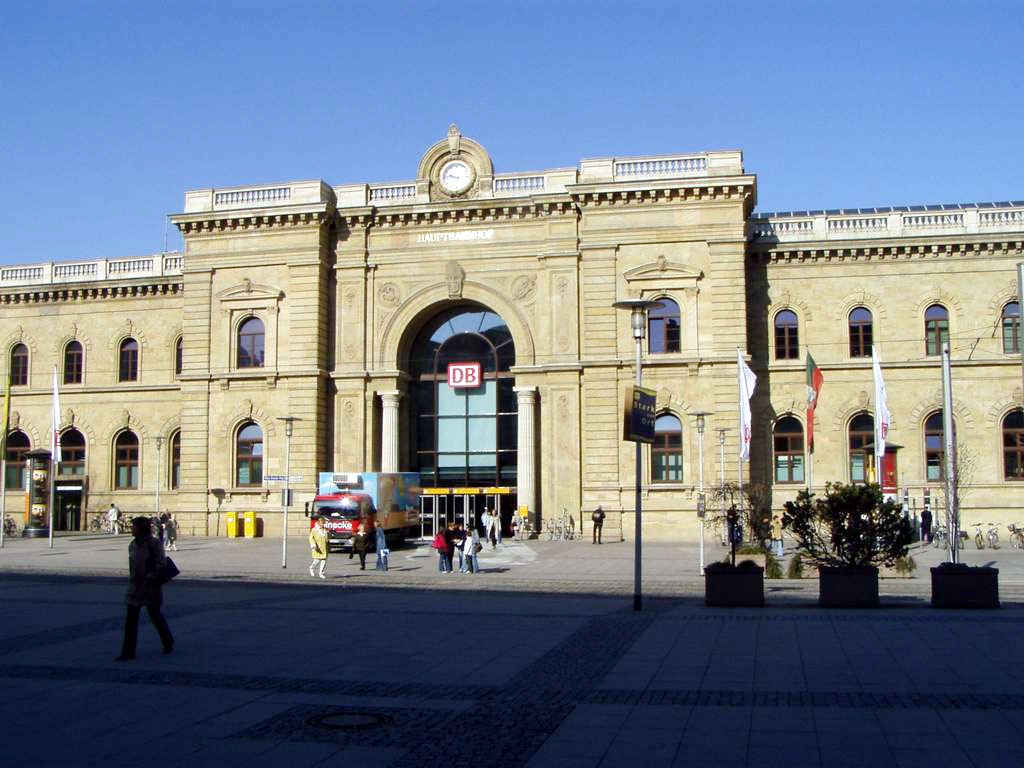
La stazione centrale di Magdeburgo.

La città costituisce il principale punto di snodo per il traffico ferroviario nel nord della Sassonia-Anhalt. Dalla stazione centrale di Magdeburgo, posta lungo la tratta Hannover-Lipsia, si sviluppa un nodo a stella destinato al trasporto regionale per Wolfsburg, Uelzen, Wittenberge, Berlino, Dessau e Sangerhausen.
Oltre ai treni della Deutsche Bahn, esiste la tratta verso Halberstadt, denominata Harz-Elbe-Express e gestita dalla Veolia Verkehr.
Vi è una linea di S-Bahn gestita dalla Deutsche Bahn che collega, attraversando Magdeburgo, Zielitz con Schönebeck. La linea è esercita a frequenza oraria. Le corse sono intercalate da treni regionali diretti a Uelzen e Wittenberge, portando così la frequenza complessiva ad un treno ogni mezz'ora.
A ovest della stazione centrale si trova la Stazione centrale dei bus, detta Zentralen Omnibusbahnhof o ZOB, punto di riferimento per le linee di trasporto su gomma urbane e del circondario.
Il sistema ferroviario cittadino conta oltre alla Stazione centrale (Hauptbahnhof) anche ulteriori stazioni urbane e la Stazione merci e l'ex scalo di smistamento, ora usato anch'esso come scalo merci, di Magdeburg-Rothensee, il cui ruolo di interfaccia tra ferrovia, autostrada e porto fluviale sta acquisendo negli anni sempre maggiore importanza strategica

### Trasporti pubblici

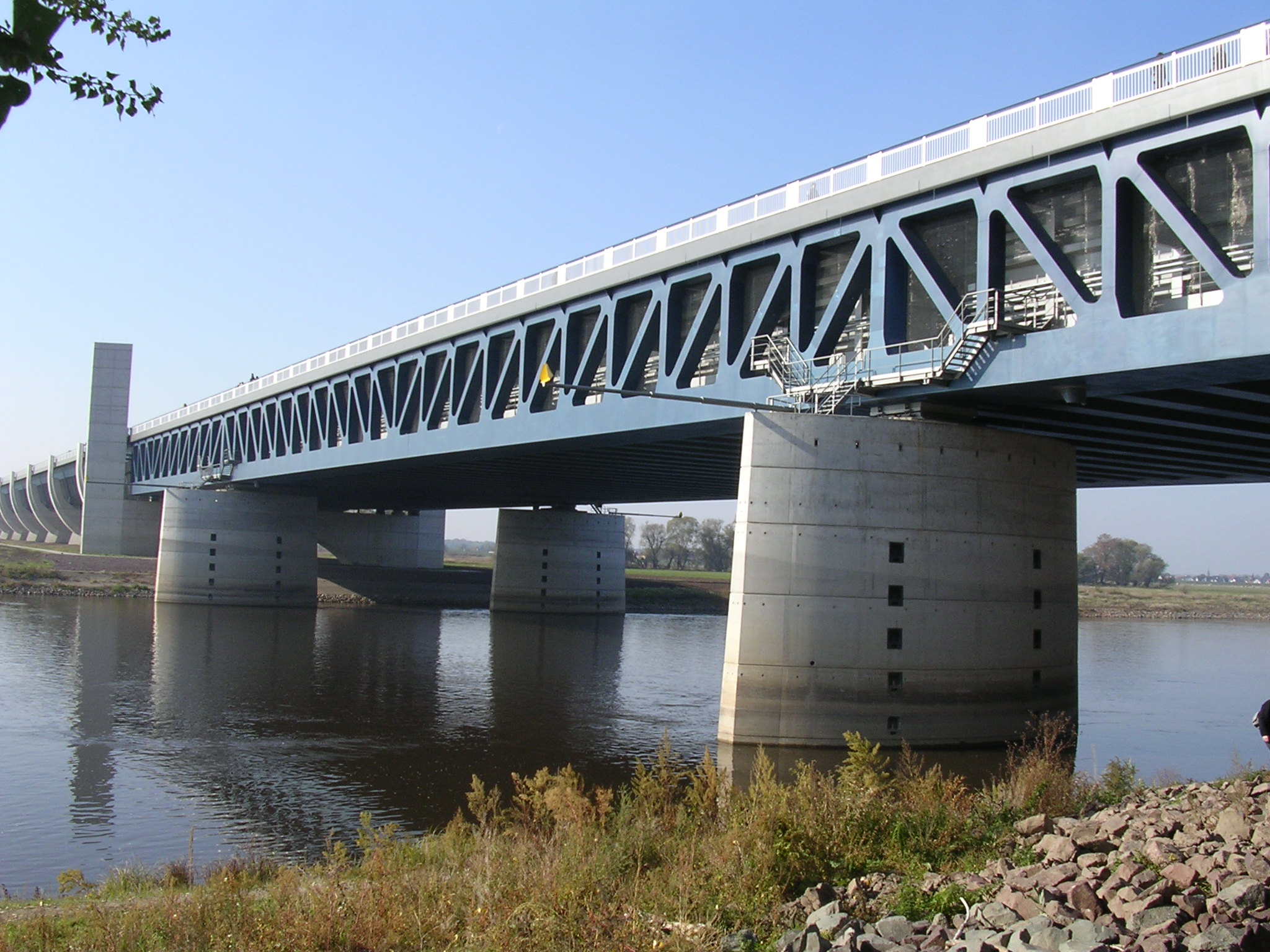
Il Ponte-canale (Wasserstraßenkreuz Magdeburg) di Magdeburgo.

Oltre alla già citata S-Bahn e ad altri treni regionali, sono operative in città due linee di traghetti, 14 linee di autobus e 12 linee tramviarie gestite dall'azienda cittadina Magdeburger Verkehrsbetriebe, oltre ad alcune linee di bus a carattere regionale.
La rete tranviaria urbana è organizzata sulle seguenti tratte:
- 1 Lerchenwuhne - Alter Markt - Damaschkeplatz - Westring - Sudenburg;
- 2 Alte Neustadt - Alter Markt - Hasselbachplatz - Westerhüsen;
- 3 Leipziger Chaussee - Hasselbachplatz - Hauptbahnhof - Olvenstedt;
- 4 Cracau - Allee-Center - Damaschkeplatz - Olvenstedt;
- 5 (Herrenkrug)- Messegelände - Nordbrückenzug - Alter Markt - Hasselbachplatz - Südring - Europaring - Olvenstedt;
- 6 Herrenkrug - Heumarkt - Allee-Center - Damaschkeplatz - Diesdorf;
- 8 Neustädter See - Alter Markt - Hauptbahnhof - Hasselbachplatz - Buckau (Wasserwerk)- (Westerhüsen);
- 9 Neustädter See - Alter Markt - Hasselbachplatz - Leipziger Chaussee;
- 10 Barleber See - Rothensee - Alter Markt - Hasselbachplatz - Sudenburg;
- 92 Westerhüsen - Hasselbachplatz - Allee-Center - Damaschkeplatz - Olvenstedter Platz (Notturno);
- 94 Olvenstedt - Damaschkeplatz - Alter Markt - Neustädter See - Betriebshof Nord - Barleber See (Notturno);
- 95 Herrenkrug - Heumarkt - Allee-Center - Damaschkeplatz - Olvenstedter Platz (Notturno).

Dalla fine del 2010 i trasporti cittadini e della regione sono organizzati dalla Magdeburger Regionalverkehrsverbund (Marego), con l'introduzione di un sistema tariffario unificato per tutta la rete di trasporti gestita.

### Navigazione

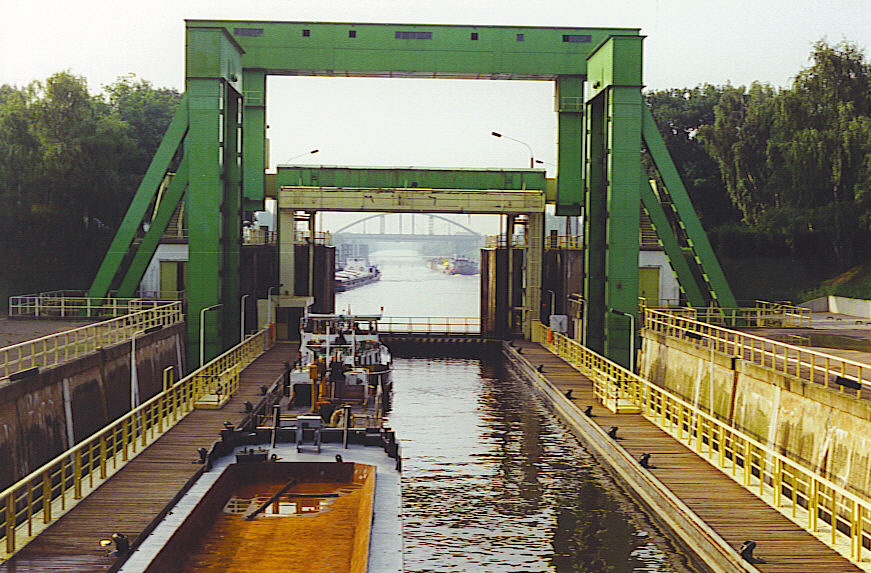
Chiusa nei pressi della zona di Rothensee.

Già da secoli il fiume Elba rappresenta la principale dorsale nautica di collegamento nord-sud della regione. A nord della città incrocia il Mittellandkanal, che lo scavalca con un ponte-canale prima di unirsi, a est, al Canale Elba-Havel tramite il Wasserstraßenkreuz.
Parte del Wasserstraßenkreuz è la Sparschleuse Rothensee (Chiusa di Rothensee), che permette a chiatte di grandi dimensioni (fino a 185 metri) di giungere dal Mittellandkanal al porto di Magdeburgo, o di immettersi nell'Elba. La chiusa si propone di sostituire - anche se al 2010 risultava ancora affiancare - l'utilizzo dello Schiffshebewerk Rothensee, un elevatore per barche risalente al 1938.
Il porto cittadino è composto a sua volta da quattro singole infrastrutture denominate: Kanalhafen (porto canale), Industriehafen (porto industriale), Hansehafen (porto anseatico) e Handelshafen (porto commerciale). Costituisce il più grande porto interno dei cosiddetti Neue Bundesländer, gli stati federali creati in luogo dell'ex Germania Est dopo la riunificazione del 1990. È in fase di costruzione la cosiddetta Niedrigwasserschleuse Magdeburg, chiusa riguardante il porto anseatico ed il porto canale, in grado in futuro di renderli indipendenti dal livello dell'acqua del fiume Elba.

### Trasporto aereo

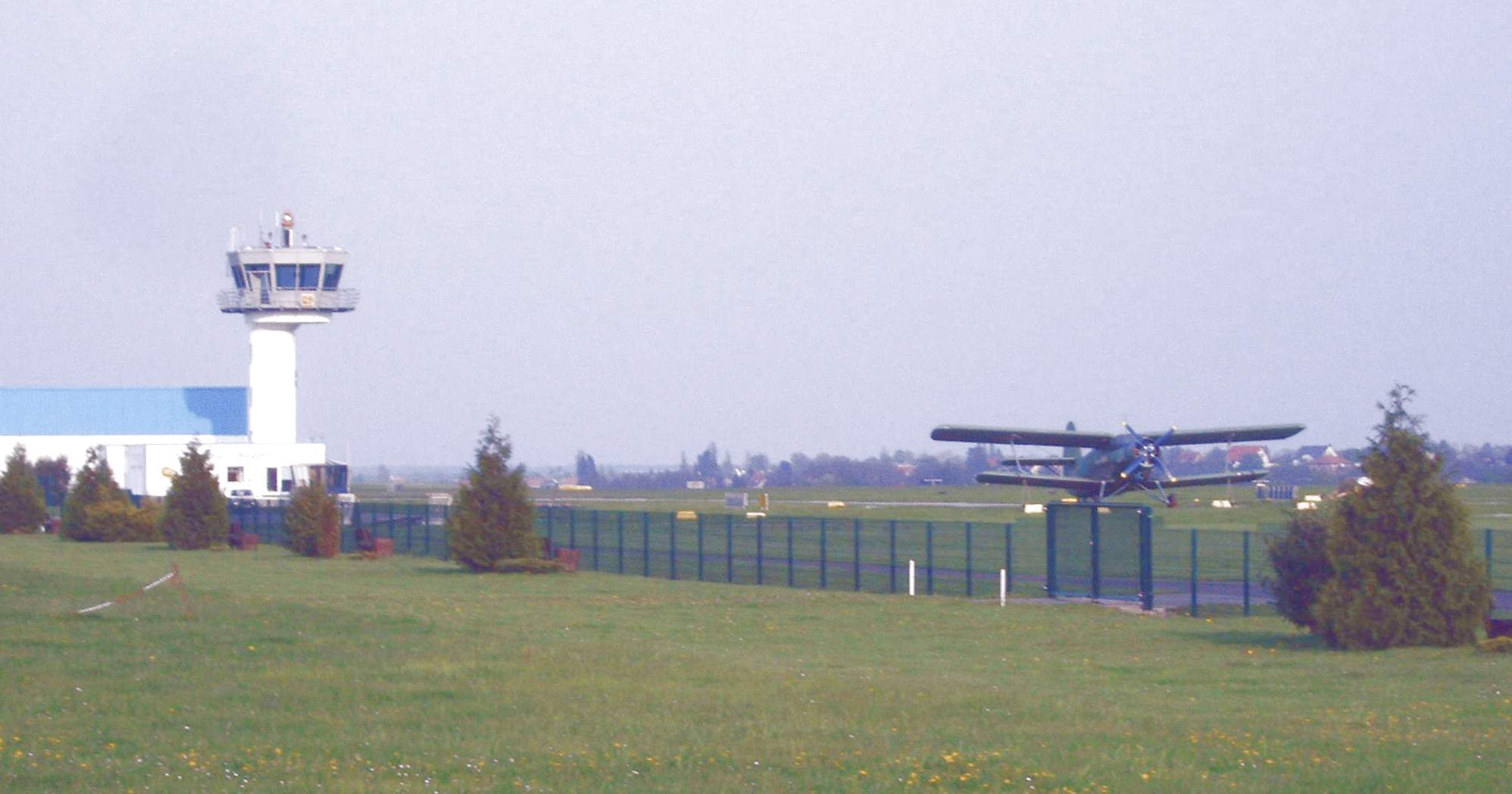
Il campo-volo cittadino, il Flugplatz Magdeburg.

A sud della città si trova il Flugplatz Magdeburg, utilizzato per voli privati e volo sportivo. A circa 40 km a sud-ovest della città si trova l'Aeroporto di Magdeburgo-Cochstedt, che dal 30 marzo 2011 inizierà ad attivare le prime tratte per voli passeggeri di linea. I più vicini aeroporti principali sono comunque l'Aeroporto di Lipsia-Halle, gli aeroporti di Berlino Tegel e Schönefeld e l'Aeroporto di Hannover-Langenhagen. L'aeroporto di Lipsia-Halle è raggiungibile dal Magdeburgo tramite una relazione InterCity diretta.

## Amministrazione

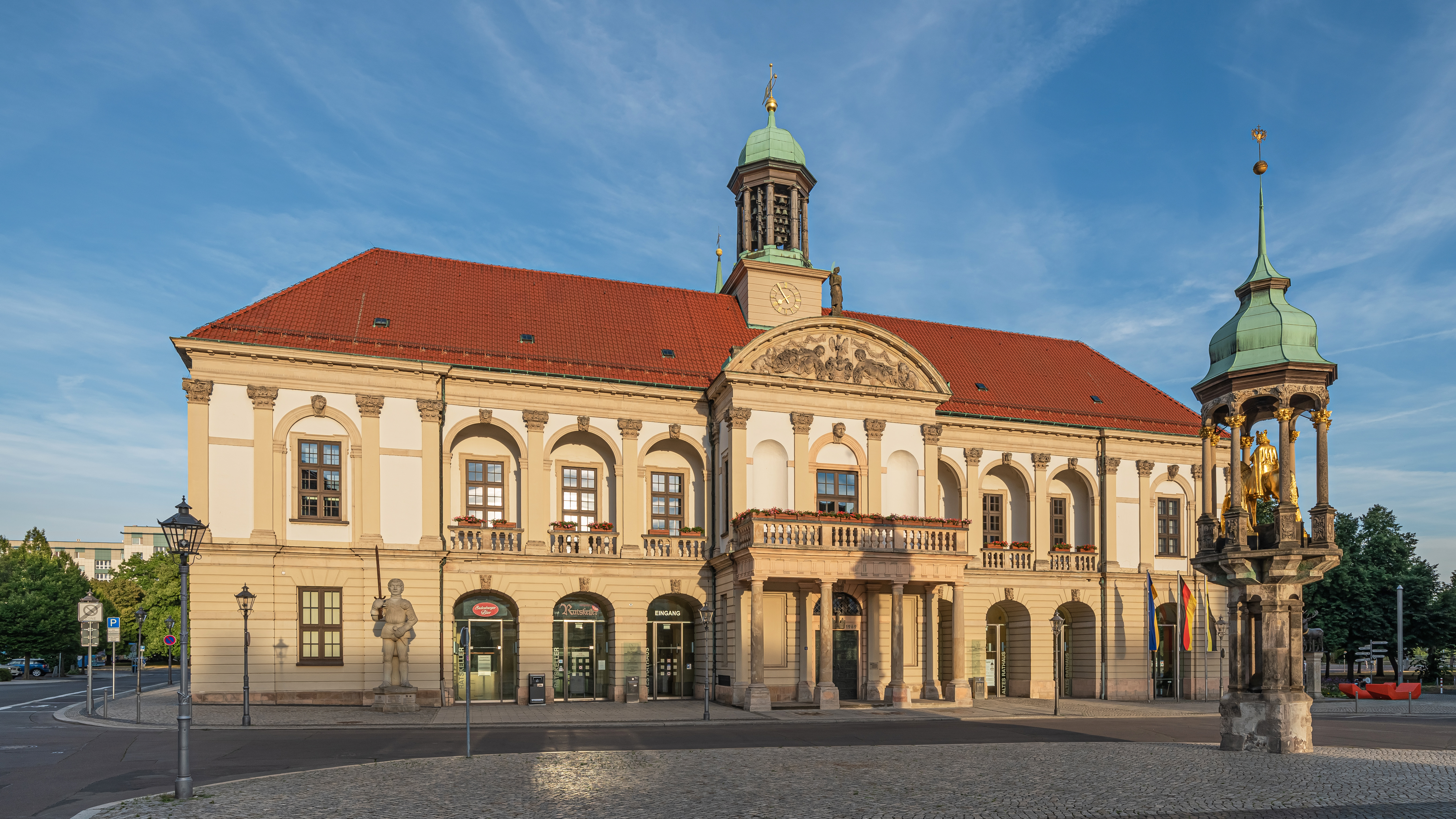
Il vecchio municipio (Altes Rathaus) di Magdeburgo.

A capo della città si trovava ai tempi dell'Arcivescovato di Magdeburgo uno Scoltetto - in tedesco Schultheiß - nominato dall'Arcivescovo. Accanto a questo si trovava il Burding, l'organo della comunità cittadina con funzioni puramente consultive. Dal 1244 si insediò in città un Consiglio Comunale (Rat), che dal 1294 acquisì anche il ruolo di sede dello Schultheiß. In seguito il Consiglio Comunale poté ottenere per sé sempre maggiori poteri e la città venne allontanandosi sempre più dall'autorità arcivescovile, senza mai però divenire completamente indipendente da questa.
L'ufficio del Borgomastro apparve per la prima volta nel 1302. Durante il XV secolo furono attivi un Consiglio direttivo (Regierend Rat), un Consiglio degli anziani ed un Consiglio superiore degli anziani.
Dopo l'assedio, subito dalla città nel 1629 ad opera del conte di Tilly, l'ordinamento cittadino subì radicali cambiamenti: accanto al Rat avrebbero operato in contemporanea due borgomastri - successivamente divenuti quattro e nuovamente ridimensionati a tre dal 1683 in epoca Brandeburgo-prussiana - posti sotto il controllo di uno Stadtpräsident, letteralmente il Presidente della Città. Tale carica fu nuovamente recuperata nel 1743. Dal 1815 fu introdotto l'ordinamento cittadino prussiano: furono posti conseguentemente a guida della città un Oberbürgermeister ed un Borgomastro come suo rappresentante, mentre a questi veniva affiancato il Consiglio comunale in qualità di organo oggetto di elezioni. Nel 1831 l'amministrazione cittadina venne nuovamente riorganizzata.
Durante l'epoca nazista la città venne retta da Fritz-August Wilhelm Markmann, Oberbürgermeister iscritto al Partito nazista. In seguito al crollo del Terzo Reich, le truppe di occupazione assunsero l'organizzazione delle città e delle comunità tedesche: Magdeburgo fu controllata da truppe americane nei settori occidentali e da truppe sovietiche nei quartieri posti a est dell'Elba.

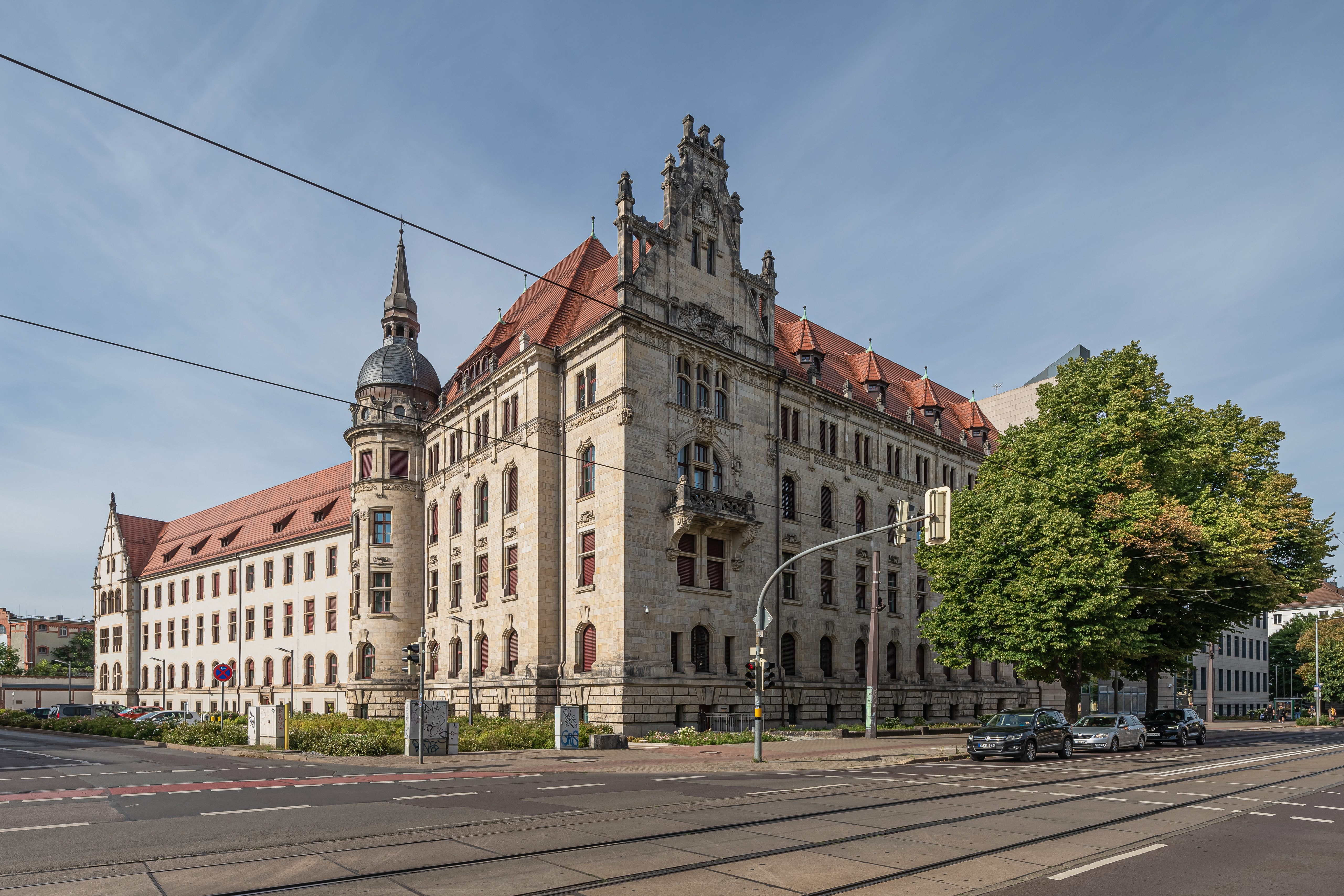
Il Tribunale distrettuale di Magdeburgo.

Gli americani imposero nel maggio del 1945 la riassegnazione degli incarichi pubblici in vece dei vecchi reggenti nazisti e insediarono il politico socialdemocratico Otto Baer come Borgomastro, sebbene le truppe di liberazione sovietiche avessero incaricato l'indipendente Trumpa come provvisorio Borgomastro della porzione da loro raggiunta: fu comunque in seguito confermato Baer, anche dopo la partenza degli americani, come sindaco dell'intera Magdeburgo.
In data 8 settembre 1946 si effettuarono le elezioni per i parlamenti comunali in Sassonia-Anhalt, secondo decreto del governo provinciale. Il Partito Socialista Unificato di Germania (SED) vinse le elezioni per il parlamento della città di Magdeburgo con il 51,3%. Venne nominato sindaco Rudolf Eberhard, eletto dal consiglio comunale, ma accusato nel 1950 di 'inaffidabilità politica' venne sostituito da Phil Daub.
Le prime elezioni per il consiglio cittadino successive alla riunificazione della Germania risalgono al 1990: la SPD ottenne la maggioranza relativa con il 32,98% delle preferenze. Nello stesso anno Wilhelm Polte fu nominato dal consiglio cittadino come primo sindaco successivo alla cosiddetta Wende (Onda), l'epoca di trasformazione della Germania Est. Dal 1993 l'Oberbürgermeister viene eletto direttamente dai cittadini.
Nel 2001 successe a Polte Lutz Trümper, rappresentante sempre la SPD. La durata della carica di Oberbürgermeister è stata nel frattempo prolungata a sette anni, dopo i quali Trümper è stato rieletto, nel 2008, direttamente al primo turno con il 64,0% dei voti.

### Ripartizione dei seggi nel Consiglio Comunale (2009)
| SPD | Die Linke | CDU | Bündnis 90/Die Grünen | FDP | Future! – Die junge Alternative | Die Tierschutzpartei | Bund für Magdeburg | NPD | Totale |
| --- | --------- | --- | --------------------- | --- | ------------------------------- | -------------------- | ------------------ | --- | ------ |
| 14  | 13        | 13  | 6                     | 5   | 2                               | 1                    | 1                  | 1   | 56     |

SPD, Future! e Die Tierschutzpartei rappresentano un'unica coalizione.
CDU e Bund für Magdeburg costituiscono la coalizione CDU/BfM.

### Stemma e sigillo ufficiale
Blasonatura: „Su fondo argentato, un castello rosso con scanalature nere sovrastato da due torri, una porta dorata aperta ed un cancello nero alzato; tra le due torri si erge una vergine di verde vestita, che tiene nella mano destra alzata una corona verde“
Lo stemma della città è il cosiddetto Stemma della Vergine (Mägdelein) e del Castello (Burg) - termini da cui deriva il nome stesso della città - e già a partire dalla metà del XIII secolo la cittadinanza di Magdeburgo utilizzava nel proprio sigillo entrambe queste componenti. In origine la figura femminile aveva le braccia sollevate a metà, ad indicare una vergine che portava vestiti poveri e capelli sciolti. Solo più tardi la vergine fu raffigurata con una corona di fiori in mano, segno della propria purezza. In accordo con lo stemma, i colori di riferimento cittadini sono il verde ed il rosso: di tale colore sono le due bande orizzontali che compongono la bandiera di Magdeburgo, al centro della quale è situato lo stemma stesso.
È interessante notare come Magdeburgo, pur fregiandosi di uno stemma riconosciuto, non ne possegga uno approvato. L'emblema usato dal 1938, graficamente modificato rispetto agli emblemi precedenti, venne sottoposto nel 1994 ad un processo di studio e, a causa della propria attuale grafica (sproporzione tra le torri e la vergine), venne valutato come araldicamente imperfetto. Il Landeshauptarchiv Sachsen-Anhalt (LHASA), l'Archivio di Stato della Sassonia-Anhalt ha infatti attestato che il castello è troppo piccolo, la vergine troppo grande, vi è troppo sfondo bianco e, di conseguenza, lo stemma è contrario alle regole dell'araldica. Il processo di approvazione è stato aggirato, tuttavia, dal governo del Land che, attestando che per la città si trattava di uno stemma tollerato e non approvato, fornì la base giuridica per l'ottenimento di un parere positivo da parte del LHASA.
Il sigillo ufficiale riporta lo stesso disegno dello stemma, con riportata la dicitura Magistrat der Stadt Magdeburg.

### Sedi istituzionali

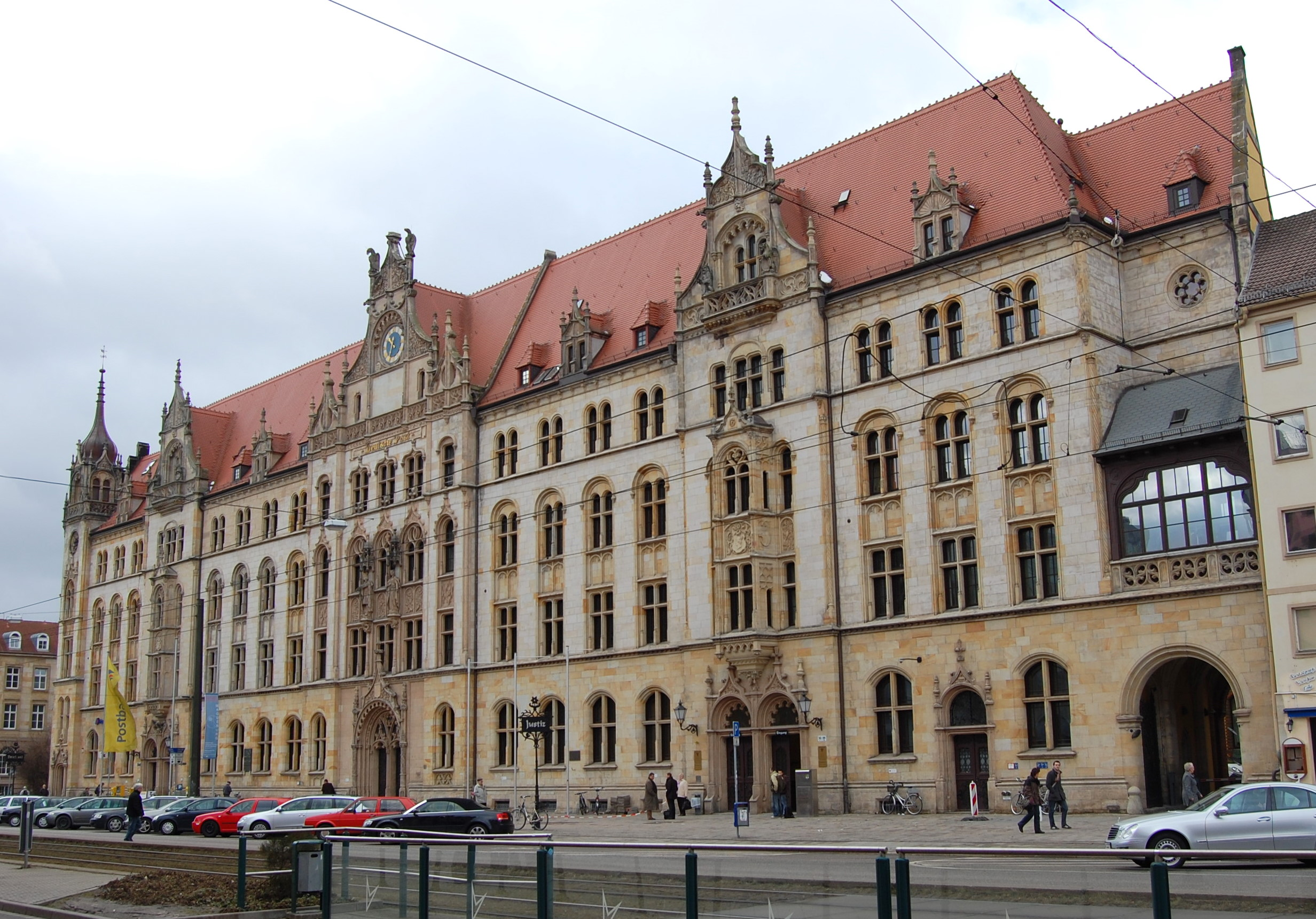
Il Justizzentrum Eike von Repgow, sede dei principali tribunali cittadini, in Breiten Weg.

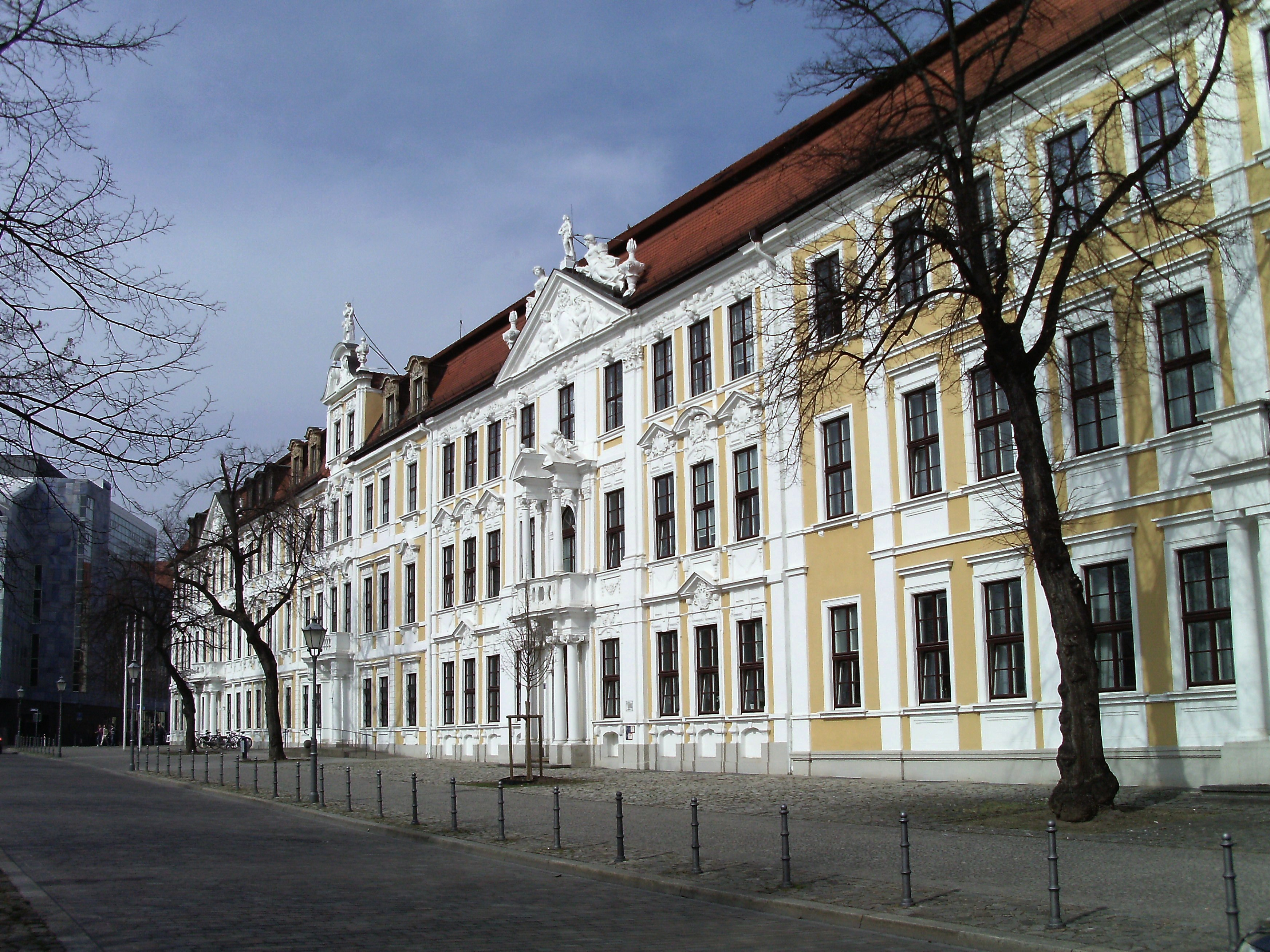
Il Landtag Sachsen-Anhalt.

Magdeburgo è sede delle seguenti Strutture, Istituzioni ed Enti pubblici:
- Oberfinanzdirektion Magdeburg, direzione finanziaria per la Sassonia-Anhalt
- Hauptzollamt Magdeburg, l'Ufficio doganale
- Bundesvermögensamt Magdeburg, Demanio federale
- Prüfungsamt des Bundes Magdeburg uno dei nove Prüfungsämtern, uffici di controllo della Federazione
- Landtag Sachsen-Anhalt, il Parlamento federale della Sassonia-Anhalt
- Governo e Ministeri dello stato federale della Sassonia Anhalt
- Wasser- und Schiffahrtsdirektion Ost, direzione del settore acque e navigazione per i territori corrispondenti all'ex Germania Est
- Wasser- und Schiffahrtsamt Magdeburg, ufficio acque e navigazione cittadino
- Wasserstraßenneubauamt Magdeburg, ufficio per la costruzione delle vie d'acqua

Nel Justizzentrum Eike von Repgow, con sede nella centralissima Breiten Weg hanno sede l'Amtsgericht Magdeburg (equivalente della pretura), la Sozialgericht Magdeburg (tribunale del diritto sociale), la Verwaltungsgericht Magdeburg (tribunale amministrativo) e l'Oberverwaltungsgericht Magdeburg. In un edificio a parte, sito in Halberstädter Straße, si trova anche il Landgericht Magdeburg, il tribunale distrettuale della città.
Ha sede in città anche la Internationale Kommission zum Schutz der Elbe (IKSE), la Commissione Internazionale per la Protezione dell'Elba.
Nel 1991 è stata fondata e mantiene tuttora la propria sede in città l'associazione internazionale Telemann-Gesellschaft e. V., dedicata al musicista tedesco Georg Philipp Telemann, nativo proprio di Magdeburgo.

### Gemellaggi
Magdeburgo mantiene rapporti di amicizia con molte città di tutto il mondo, anche attraverso diverse associazioni. Nel settembre del 1977 strinse il suo primo gemellaggio ancora attivo con la città di Sarajevo, in Bosnia ed Erzegovina. Anche in conseguenza di ciò, quasi vent'anni dopo, la municipalità di Magdeburgo partecipò attivamente nelle opere di ricostruzione della città, devastata dalla guerra durante i primi anni novanta del XX secolo. Seguì, nel dicembre del 1987, il gemellaggio con la vicina Braunschweig, appartenente però all'allora Germania Ovest. La città della Bassa Sassonia appoggiò dopo la riunificazione Magdeburgo per la creazione di un'amministrazione autonoma comunale. I rapporti privilegiati con Nashville erano già stati instaurati dal 1998, ma vennero formalizzati solo cinque anni più tardi, nel 2003.
Dopo che il consiglio comunale cittadino ebbe approvato, il 13 marzo 2008, il gemellaggio con la città ucraina di Zaporižžja, vennero siglati gli accordi di collaborazione il 29 maggio dello stesso anno. Contatti, in particolare nel campo economico, erano già stati comunque stabiliti negli anni precedenti. Dall'8 giugno 2008 Magdeburgo è inoltre gemellata con la città polacca di Radom e, dal 2 luglio successivo, con la cinese Harbin.
Nel 1996 la città decise di sciogliere invece gli accordi di partenariato intrapresi con Donec'k (Ucraina, dal 1962), Kayes (Mali, dal 1966), Hradec Králové (Repubblica Ceca, dal 1972), Setubal (Portogallo, dal 1976), Liegi (Belgio, dal 1978), Valencia (Spagna, dal 1981), Torino (dal 1983) e Nagasaki (Giappone, dal 1987).
- Sarajevo, dal 1977
- Braunschweig, dal 1987
- Nashville, dal 2003
- Zaporižžja, dal 2008
- Radom, dal 2008
- Harbin, dal 2008
- Le Havre, dal 2011
- Oberhausen, dal 2018

## Sanità
La città è membro della cosiddetta Gesunde-Städte-Netzwerk, la rete federale delle città sane, ed è in grado di fornire con la propria organizzazione ospedaliera, una buona base infrastrutturale e di competenze in campo medico.
Tra gli ospedali cittadini si ricordano:
- Universitätsklinikum der Otto-von-Guericke-Universität Magdeburg, la clinica universitaria della Otto-von-Guericke-Universität
- Klinikum Magdeburg gGmbH
- Pfeiffersche Stiftungen, ospedale evangelico
- Klinik St. Marienstift Magdeburg, ospedale cattolico
- Klinik des Westens Magdeburg
- Magdeburger Praxisklinik Sudenburg
- Clicnica di riabilitazione neurologica del circuito Median Kliniken

## Sport
La città è nota anche per la squadra di calcio maschile del 1. Fußball-Club Magdeburg, vincitrice tra l'altro di tre titoli di campione del campionato della Germania dell'Est
- Bördelandhalle, campo di gioco della squadra di pallamano locale SC Magdeburg)
- Pferderennbahn Herrenkrugwiesen, ippodromo cittadino
- MDCC-Arena, campo di gioco della 1. Fußball-Club Magdeburg, militante nella Regionalliga; realizzato nel 2007 in luogo del precedente Ernst-Grube-Stadion
- Heinrich-Germer-Stadion, campo di gioco - tra le varie discipline - anche della squadra di football americano dei Magdeburg Virgin Guards
- Hermann-Gieseler-Halle